# Thomaskirche (Leipzig)

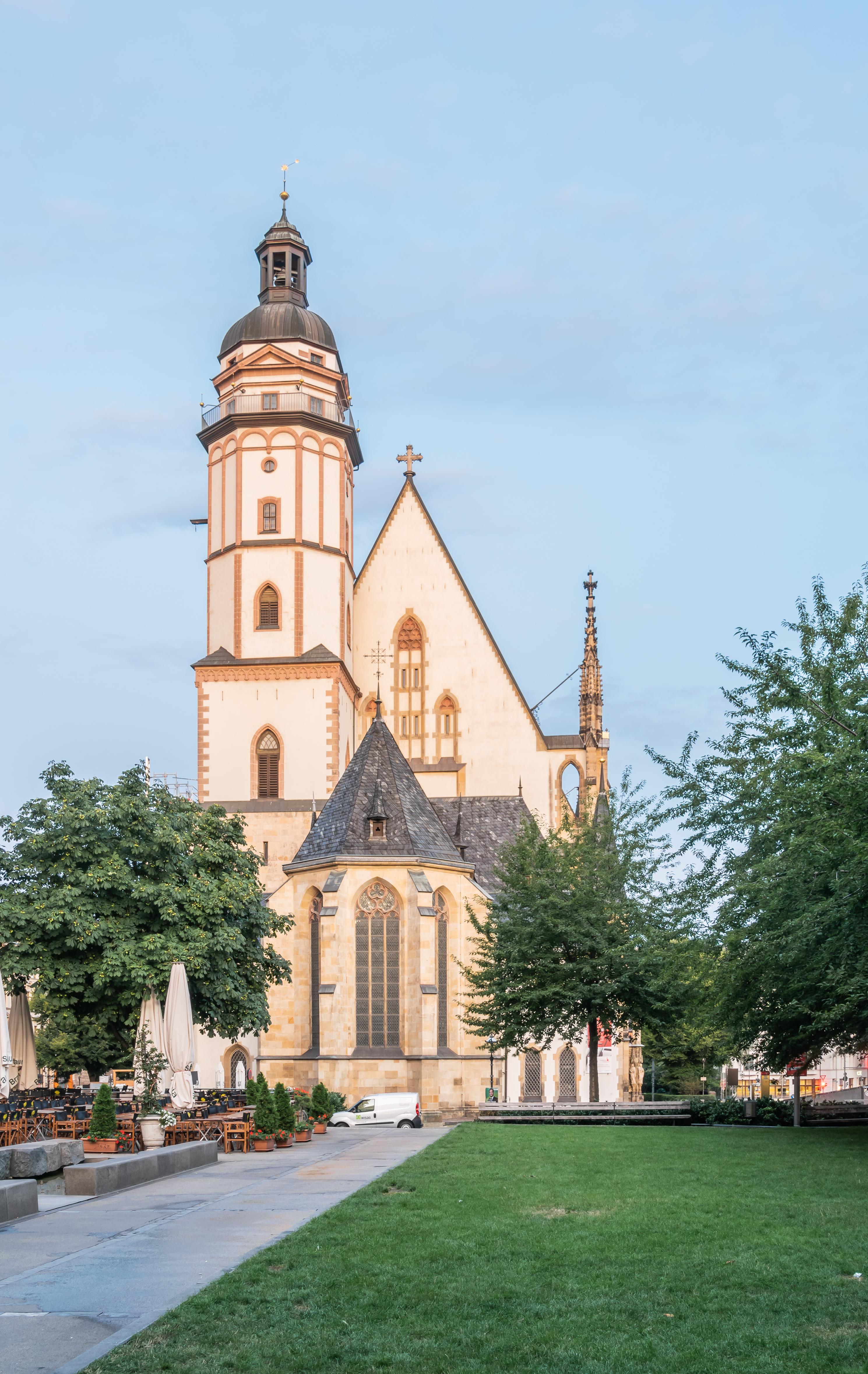
Die Thomaskirche von Osten (2019)

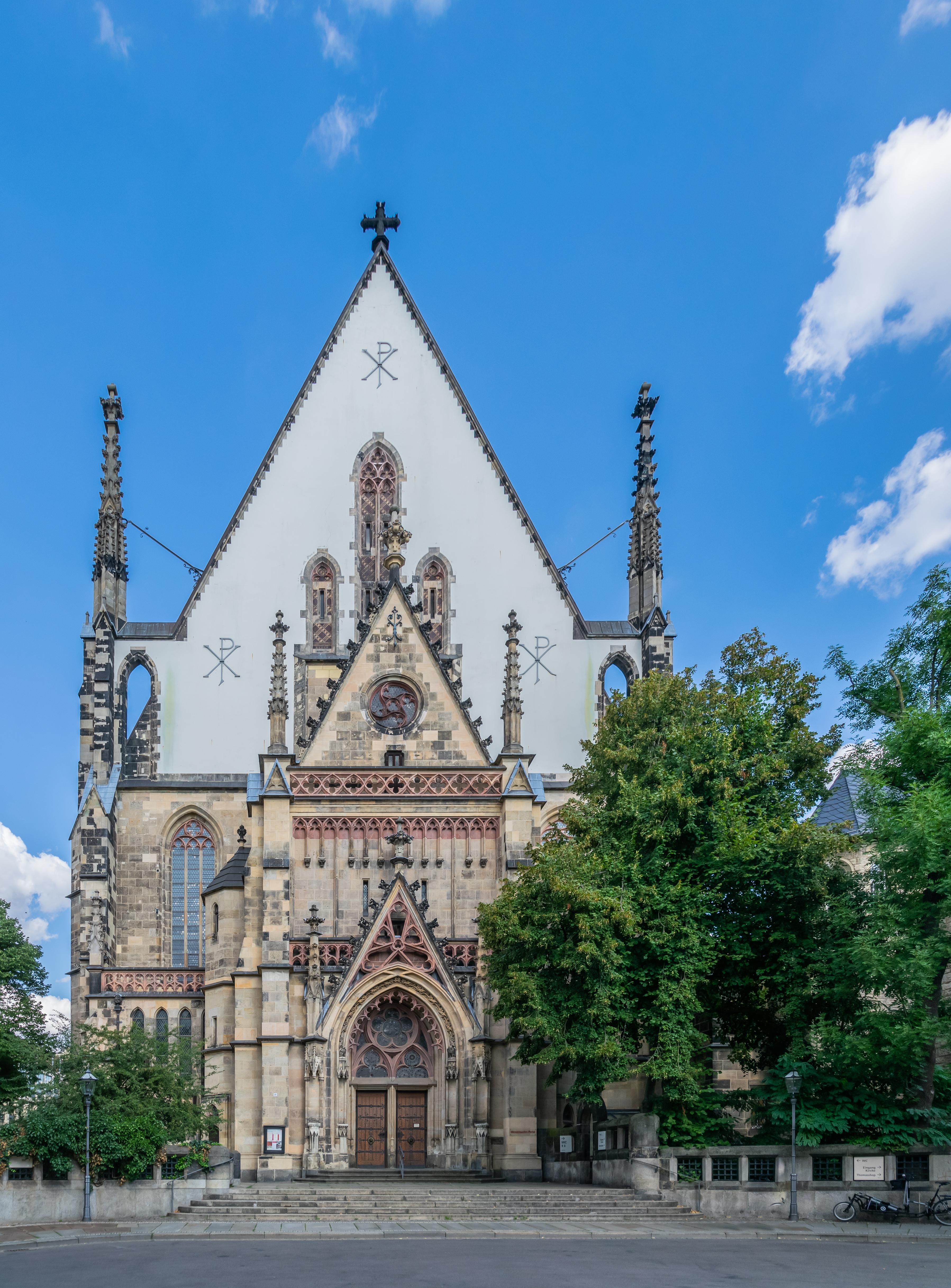
Westfront der Thomaskirche (2019)

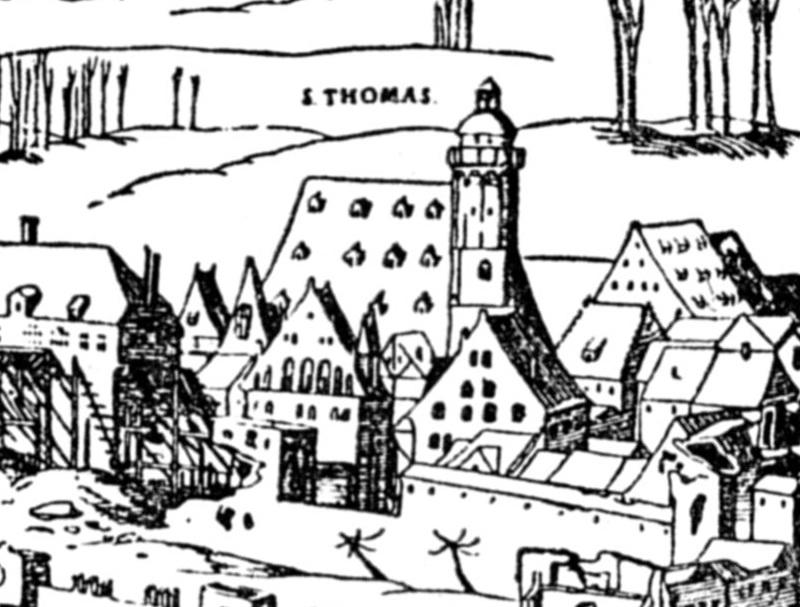
Thomaskirche (1547)

Die Thomaskirche in Leipzig ist – zusammen mit der Nikolaikirche – eine der beiden Hauptkirchen der Stadt und als Wirkungsstätte Johann Sebastian Bachs und des Thomanerchores weltweit bekannt. Sie ist das Gotteshaus der Evangelisch-Lutherischen Kirchgemeinde St. Thomas.

## Geschichte

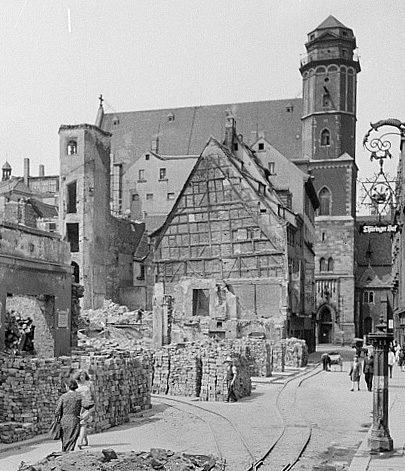
Thomaskirche 1949 von Süden mit Notdach auf dem Turm

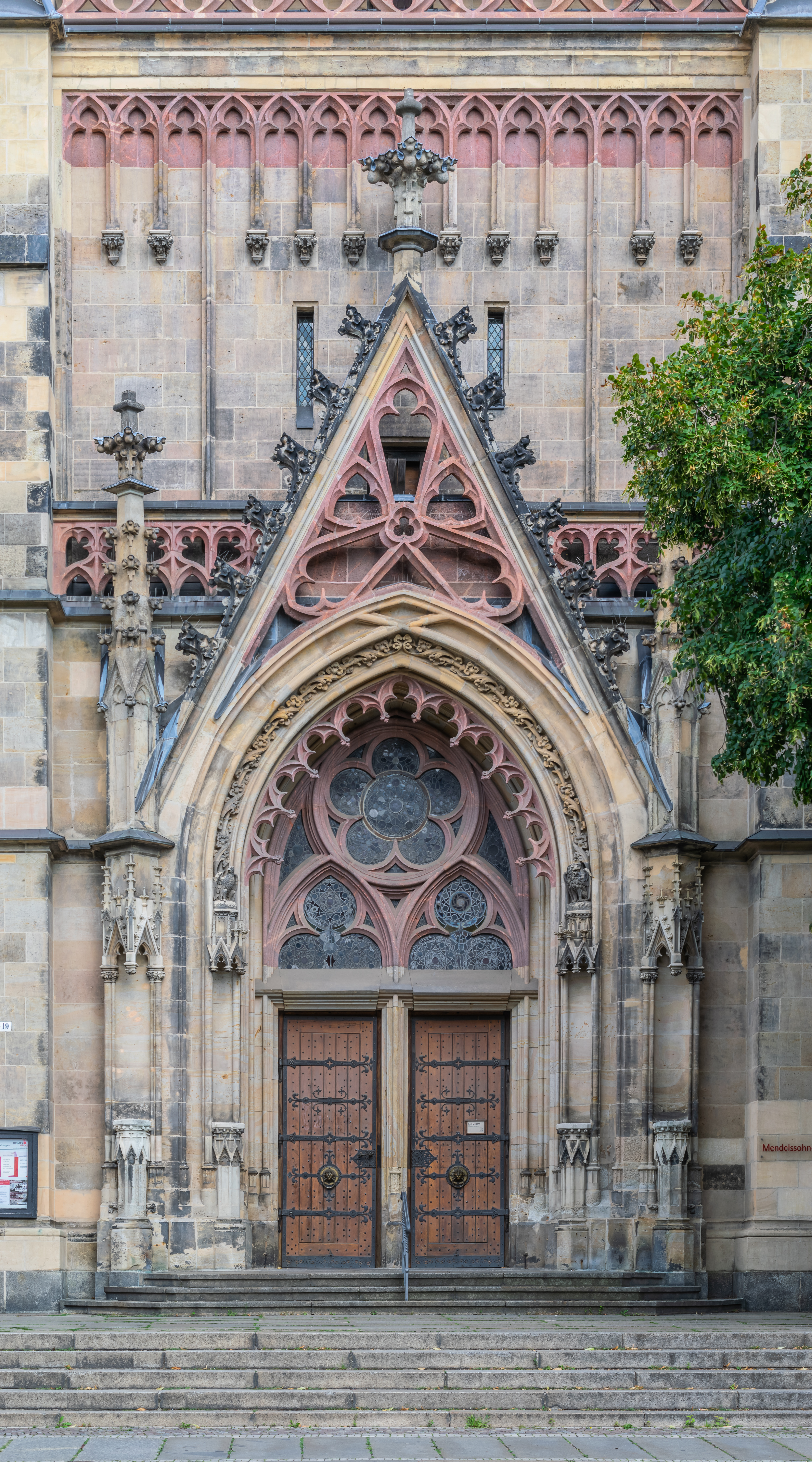
Das Mendelssohn-Portal (2019)

Grundmauern einer romanischen Kirche von etwa 1160, als Markgraf Otto der Reiche von Meißen der Burg und dem Burgvorort Libzi das Stadtrecht verlieh, kamen bei archäologischen Grabungen unter dem Chorraum und unter der Vierung zu Tage.
Zwischen 1212 und 1222 wurde diese ältere Marktkirche zur Stiftskirche des neuen Thomasklosters der Augustiner-Chorherren umgebaut. Der Minnesänger Heinrich von Morungen soll dem Kloster anlässlich seines Eintritts eine Reliquie des Hl. Thomas geschenkt haben, die er aus Indien mitgebracht hatte.
Der Thomanerchor wurde bereits 1212 gegründet und ist somit einer der ältesten Knabenchöre Deutschlands. Im Laufe der Geschichte bekleideten immer wieder bedeutende Komponisten und ausübende Musiker das angesehene Amt des Thomaskantors.
Um 1355 baute man den romanischen Chorraum um. Im Jahr 1391 ging die Kirche Sommerfeld vom Kreuzkloster Meißen an die Thomaskirche Leipzig über.
Gegen Ende des 15. Jahrhunderts gelangte die Handels- und Messestadt Leipzig durch Silberfunde im Erzgebirge zu üppigem Wohlstand. Dadurch konnte man es sich leisten, die Leipziger Kirchen innerhalb von etwa 40 Jahren neu zu bauen oder zumindest zu erweitern. So riss man das alte Kirchenschiff 1482 ab und errichtete es in der großteils bis heute bestehenden Gestalt neu. Die Kirche wurde durch den Merseburger Bischof Thilo von Trotha am 10. April 1496 erneut geweiht. Im Laufe der Jahrhunderte erfuhr sie einige An-  und Umbauten; am bedeutendsten ist dabei der 68 m hohe Turm, dessen unterstes Geschoss noch aus der Zeit vor 1355 stammt und der im 14. Jahrhundert den achteckigen Aufsatz erhielt. 1537 wurde der obere Teil des Turms (Achteck, Welsche Haube mit Laterne) neu gebaut. Gegen Mitte des 19. Jahrhunderts erhielt er seine jetzige Gestalt.
Der mit einem Aufstieg über 232 Stufen im Rahmen von Führungen zu besichtigende Turm enthielt von alters her die sich über drei Etagen erstreckende Wohnung des Türmers. Diese war von 1533 bis 1917 bewohnt.
Zu Pfingsten 1539 predigte hier der Reformator Martin Luther.
Die äußere Gestalt der Kirche ist vor allem von Renovierungen und Umbauten des 19. Jahrhunderts geprägt. Nachdem die Kirche 1869 vom Besitz des Rates in die Selbstverwaltung der Kirchengemeinde überlassen worden war, fanden rund 30 Jahre lang historisierende Umbauten an der Außenfassade statt. Unter anderem brach man zwei Kapellenanbauten aus dem 17. Jahrhundert sowie einen langgestreckten Vorbau an der Nordwand des Kirchenschiffs, über den die obere Galerie der damals zweistöckigen Nordempore erreicht werden konnte, ab. Die neogotische Schaufassade am Westgiebel wurde 1884 bis 1889 nach Entwürfen von Constantin Lipsius ausgeführt, während gleichzeitig alle gotischen und renaissancezeitlichen Fassadenelemente sowie die fast gesamte barocke Innenausstattung entfernt wurden. Erhalten blieben das gegenüber der Kanzel angebrachte Kruzifix sowie die Gemälde der Superintendenten im Chorraum. Auch die vier hohen Fialen an den Ecken und das Apostelportal an der Nordseite des Langhauses sind Zutaten aus dieser Umgestaltung im späten 19. Jahrhundert.
Neben elf Kindern Bachs wurde u. a. im Jahr 1871 Karl Liebknecht in der Thomaskirche getauft. Schriftliche Taufpaten waren Karl Marx und Friedrich Engels.
Beim Luftangriff auf Leipzig am 4. Dezember 1943 entstanden Schäden am gesamten Bauwerk. Beim Angriff wurden auch große Teile der die Kirche einst umgebenden Bebauung zerstört, so dass bei den Wiederherstellungen nach Kriegsende weitere Fassadenumgestaltungen notwendig waren. Hierbei ist vor allem der einheitliche Putz zu nennen, während die durch den Abriss der Anbauten gegen Ende des 19. Jh. zu weiten Teilen freigewordenen Fassadenbereiche zuvor nur aus unverputztem Backsteinmauerwerk bestanden hatten.
1949 wurden die mutmaßlichen Gebeine Bachs, der hier von 1723 bis zu seinem Tod 1750 Thomaskantor war, aus der zerstörten Johanniskirche überführt.
Bei der Innenrenovierung von 1961 bis 1964 wurde versucht, das Bauwerk wieder als spätgotische Hallenkirche wirken zu lassen.
Die EKD stellte zwischen 1973 und 1975 die Summe von 466.000 D-Mark bereit, damit über ein Kirchenbauprogramm in der DDR dieselbe Summe in DDR-Mark für Sanierungs-Bauleistungen dieses Sakralbaus verfügbar war.
Nach der deutschen Wiedervereinigung bot sich die Gelegenheit zu einer großangelegten Restaurierung und Instandsetzung, welche mit der Weihe der Woehl-Orgel zum 250. Todestag Johann Sebastian Bachs großteils vollendet war.

## Architektur

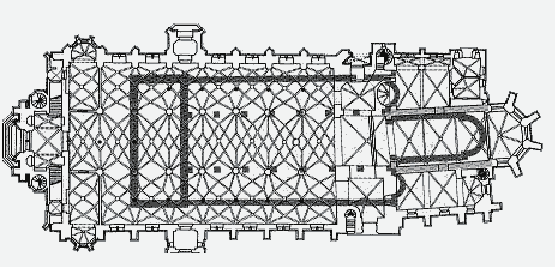
Grundrisszeichnung von ca. 1500 mit den Fundamenten von Basilika und Chor von 1222
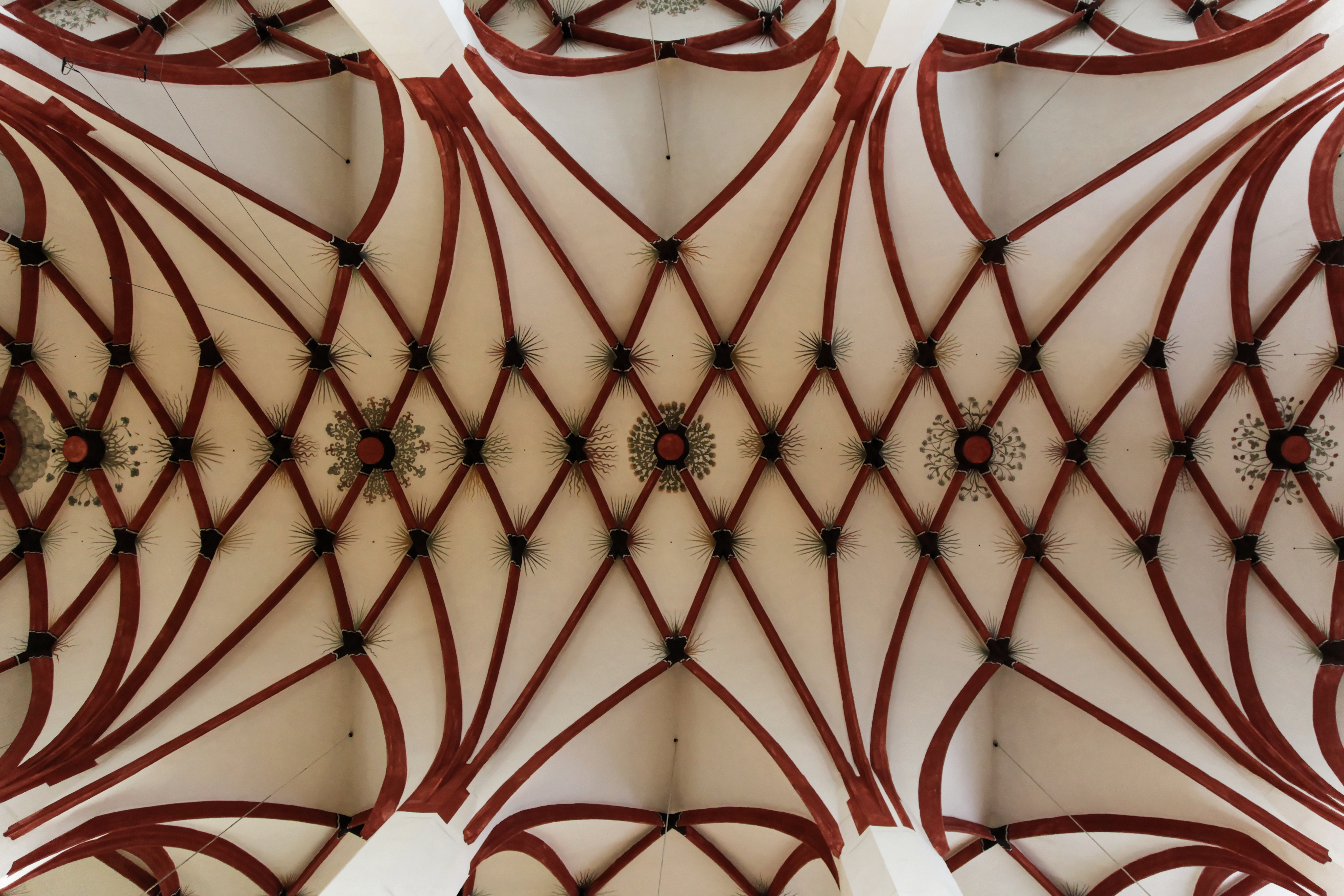
Das Netzrippengewölbe

Die dreischiffige Hallenkirche hat eine Gesamtlänge von 76 m. Die Länge des Hauptschiffs beträgt 50 m, die Breite 25 m und die Höhe 18 m. Der Chor ist gegen das Langhaus leicht nach Norden abgewinkelt. Das Dach hat einen ungewöhnlich steilen Neigungswinkel von 63° und ist damit eines der steilsten Giebeldächer Deutschlands. Im Inneren verfügt es über sieben Ebenen (Firsthöhe 45 m). Die Decke des Langhauses besteht aus einem farblich abgesetzten Netzrippengewölbe.

## Innenraum und Ausstattung

### Hauptaltäre
(Quelle: )

#### Flügelaltar (um 1500–1721)
Ein Schnitzaltar mit Predella und vier Flügeln wurde um 1500 aufgestellt. Valentin Silbermann und Michael Treuding fertigten 1587 Standflügel und Aufsatz. Der Altar befindet sich heute in der Lutherkirche in Plauen. In die damalige Gottesackerkirche wurde er 1722 versetzt.

#### Bornscher Altar (1721–1888)
Der barocke Portikus-Altar oder Bornsche Altar in der Thomaskirche zu Leipzig war von 1721 bis 1888 dort aufgestellt. Benannt ist er nach dem Mäzen Jacob Born (1638–1709), Präsident des Leipziger Konsistoriums. Die wesentlichen Künstler waren Giovanni Maria Fossati und der Bildhauer Paul Heermann (1673–1732). Den Marmor zum Bau des Altars stiftete August der Starke. Aus stilistischen Gründen wurde der Altar 1888 entfernt. Nach dem Neubau der Leipziger Johanniskirche durch Hugo Licht wurde ein Großteil des architektonischen Aufbaus im dortigen neobarocken Chorraum als Altar wiederverwendet. Als die Kirche infolge des Luftangriffes vom 4. Dezember 1943 ausbrannte, wurde er vernichtet.

#### Neugotischer Jesus-Altar (1889–1963 und seit 2016)
Der 1888 nach dem theologischen Bildprogramm von Superintendent Oskar Pank unter der Leitung des Architekten Constantin Lipsius (1832–1894) entworfene und errichtete Altar war in den 1960er Jahren in die Südsakristei der Kirche umgestellt worden. Nach zweijähriger Restaurierungsphase, im Zuge derer das Retabel restauriert und ein neuer Altartisch aufgestellt wurden, wurde der Jesus-Altar nach 53 Jahren aus der Petzoldt-Sakristei in den Altarraum der Thomaskirche zurückgeführt. Im Gottesdienst am 28. August 2016 wurde er wieder in Dienst genommen. Die Reliefs sind Darstellungen aus dem Leben Christi, das letzte Abendmahl in der Mitte ist ein Werk von Oskar Rassau (1843–1912).

#### Sandsteinaltar (1964–1984)
1964 wurde ein vom Bildhauer Werner Hempel aus Sandsteinwerkstücken gefertigter schlichter Stipes eingeweiht. Dieser war vorgesehen als Unterbau für einen spätgotischen Flügelaltar.

#### Pauliner-Altar (1984–2014)
Der gotische Flügelaltar aus dem 15. Jahrhundert befand sich ursprünglich in der Universitätskirche St. Pauli. Diese wurde 1968 gesprengt. Der Altar konnte gerettet werden und war von 1984 bis zum 25. Oktober 2014 in der Thomaskirche als Altarretabel aufgestellt. Heute befindet er sich wieder im Paulinum, dem Nachfolgebau der Paulinerkirche.

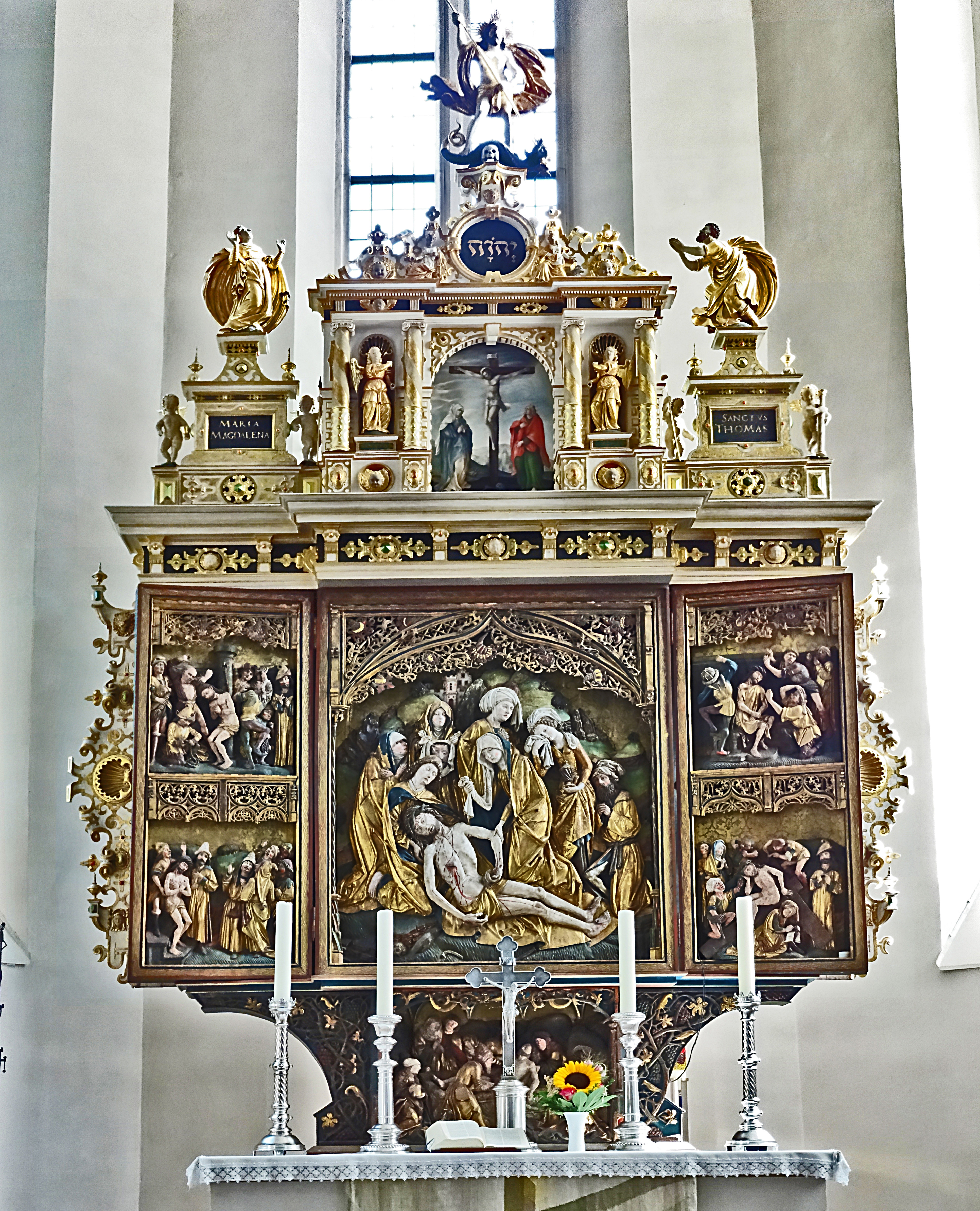
Spätgotischer Flügelaltar, heute in der Lutherkirche Plauen
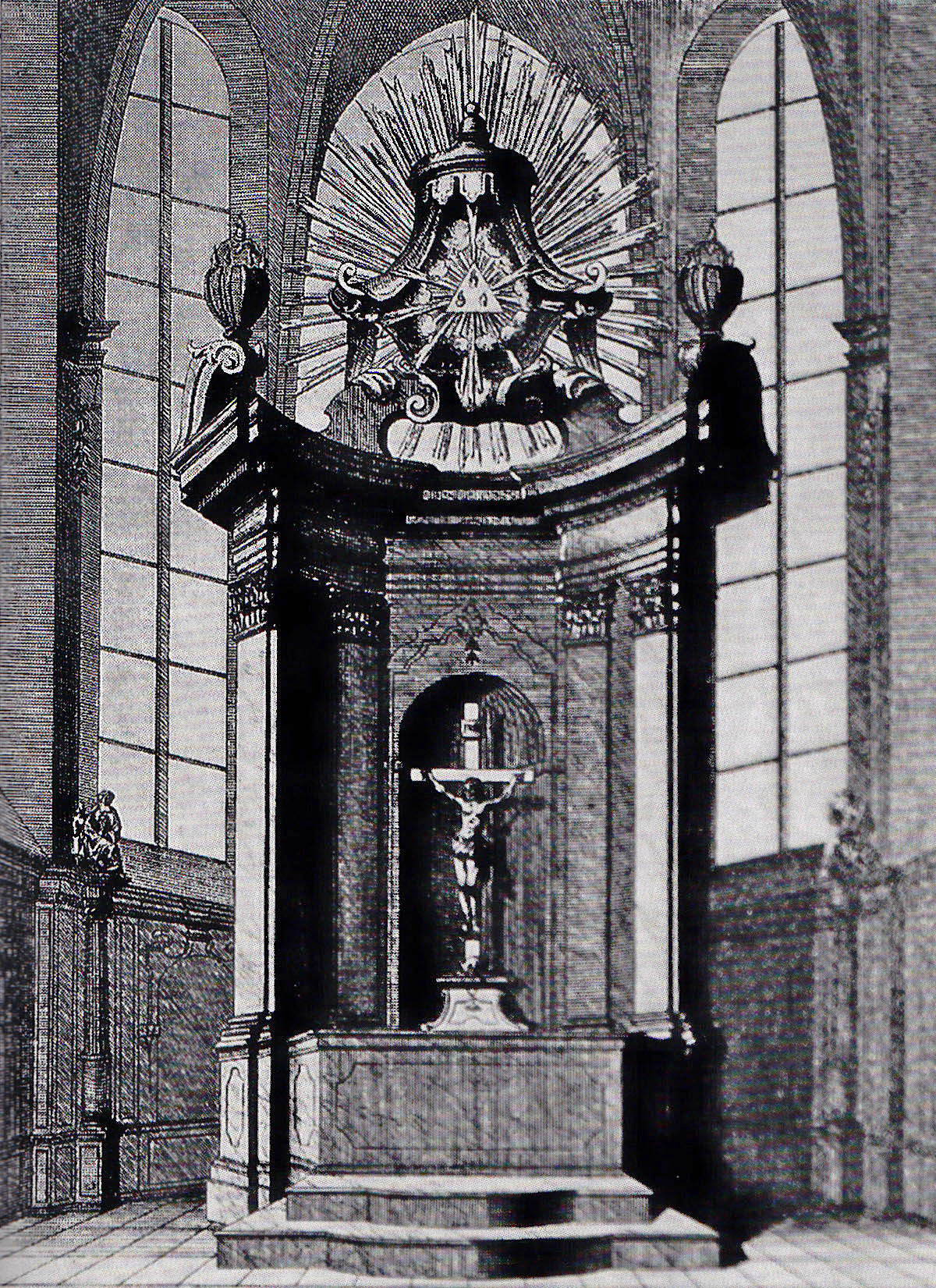
Sogenannter „Bornscher Altar“
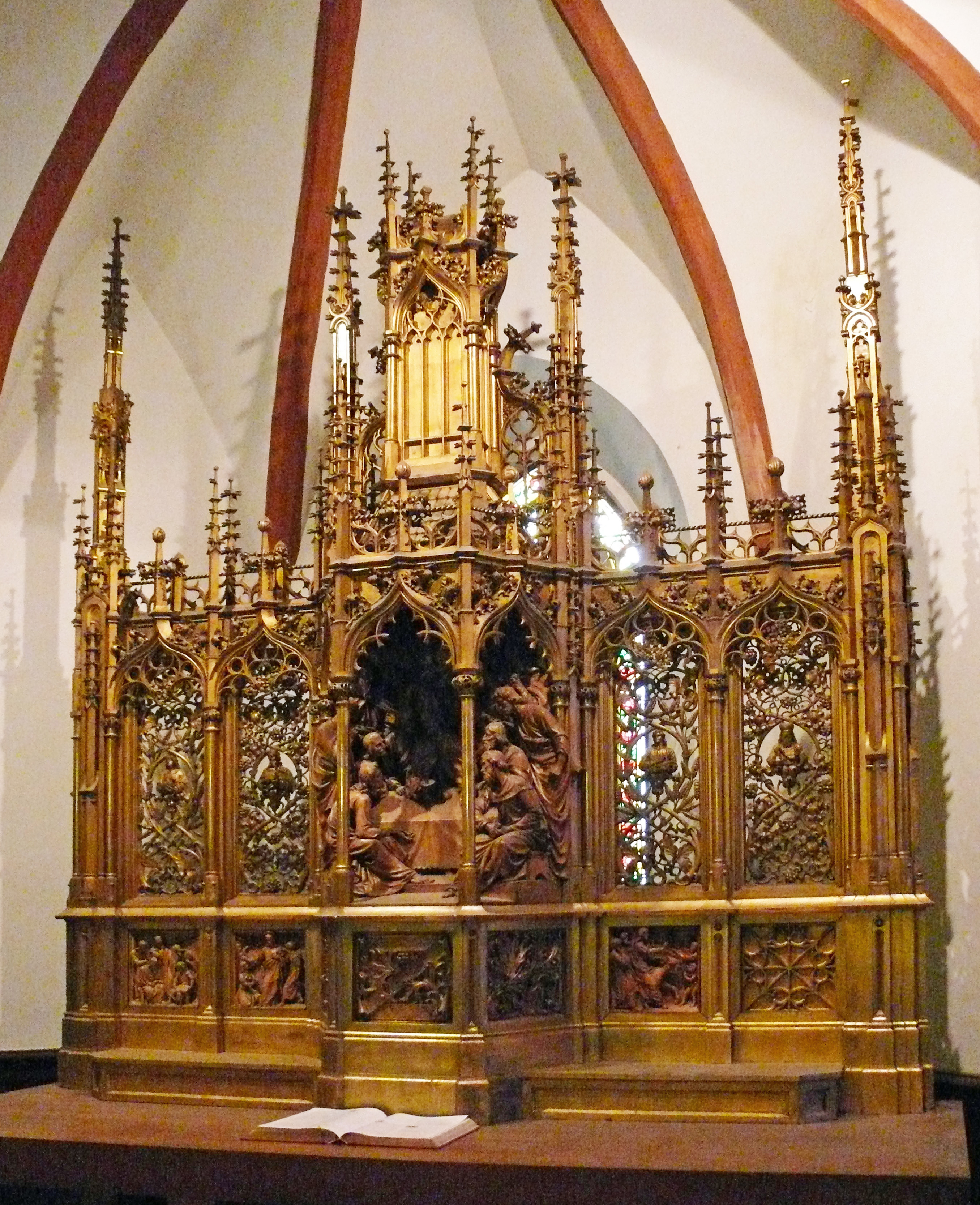
Jesus-Altar (2014, noch in der Petzoldt-Sakristei)
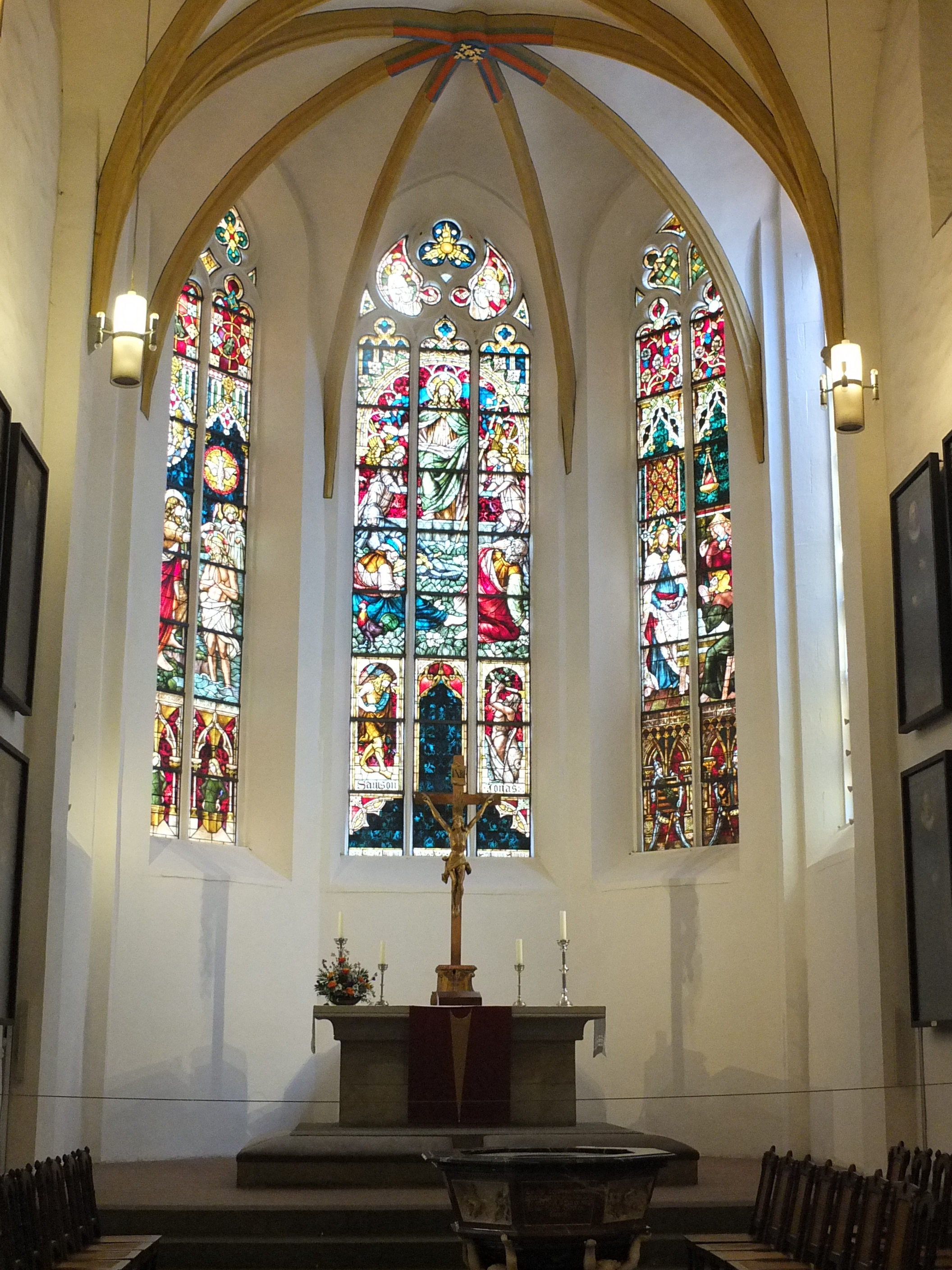
Tischaltar von 1964
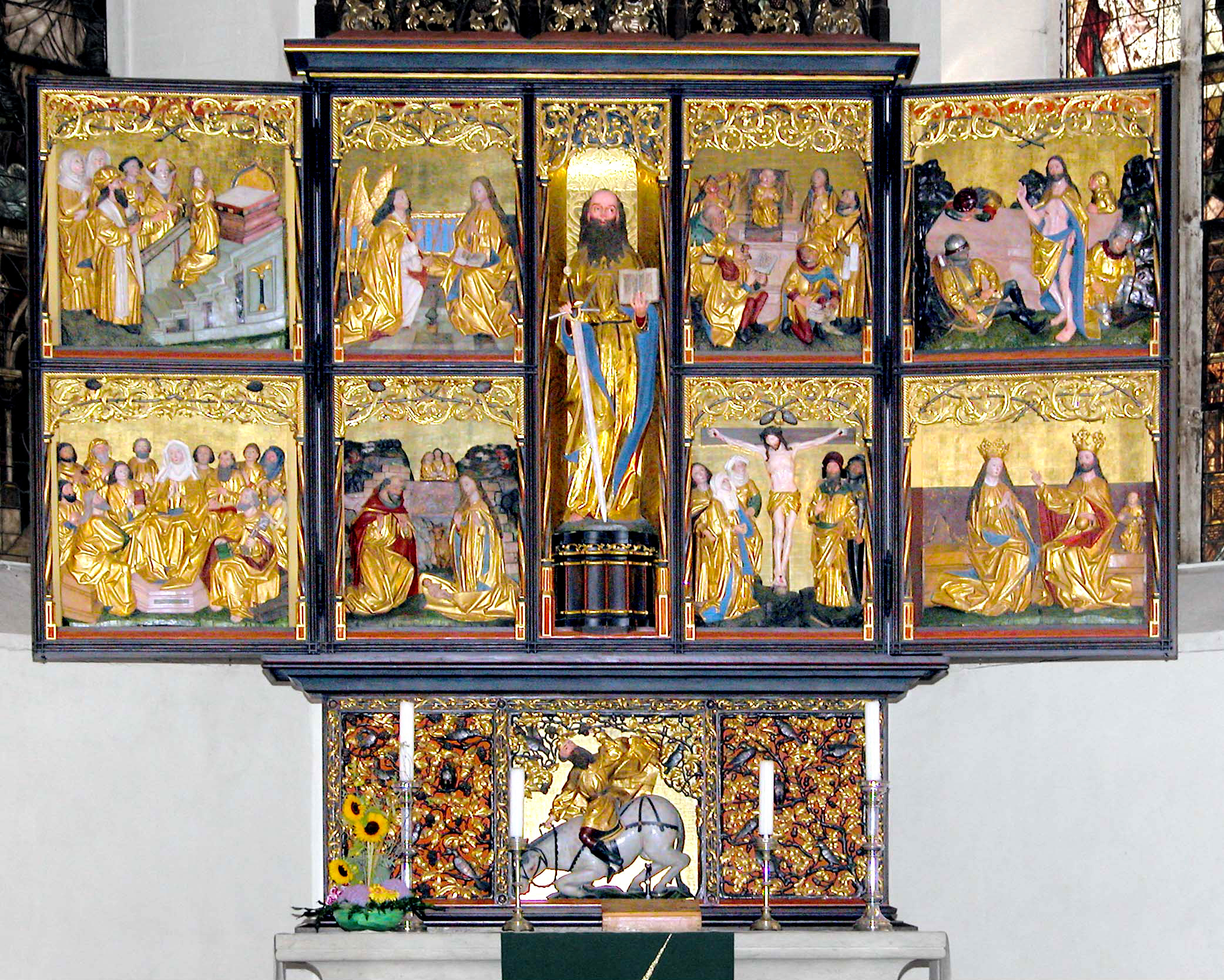
Paulineraltar (2009)

### Emporen

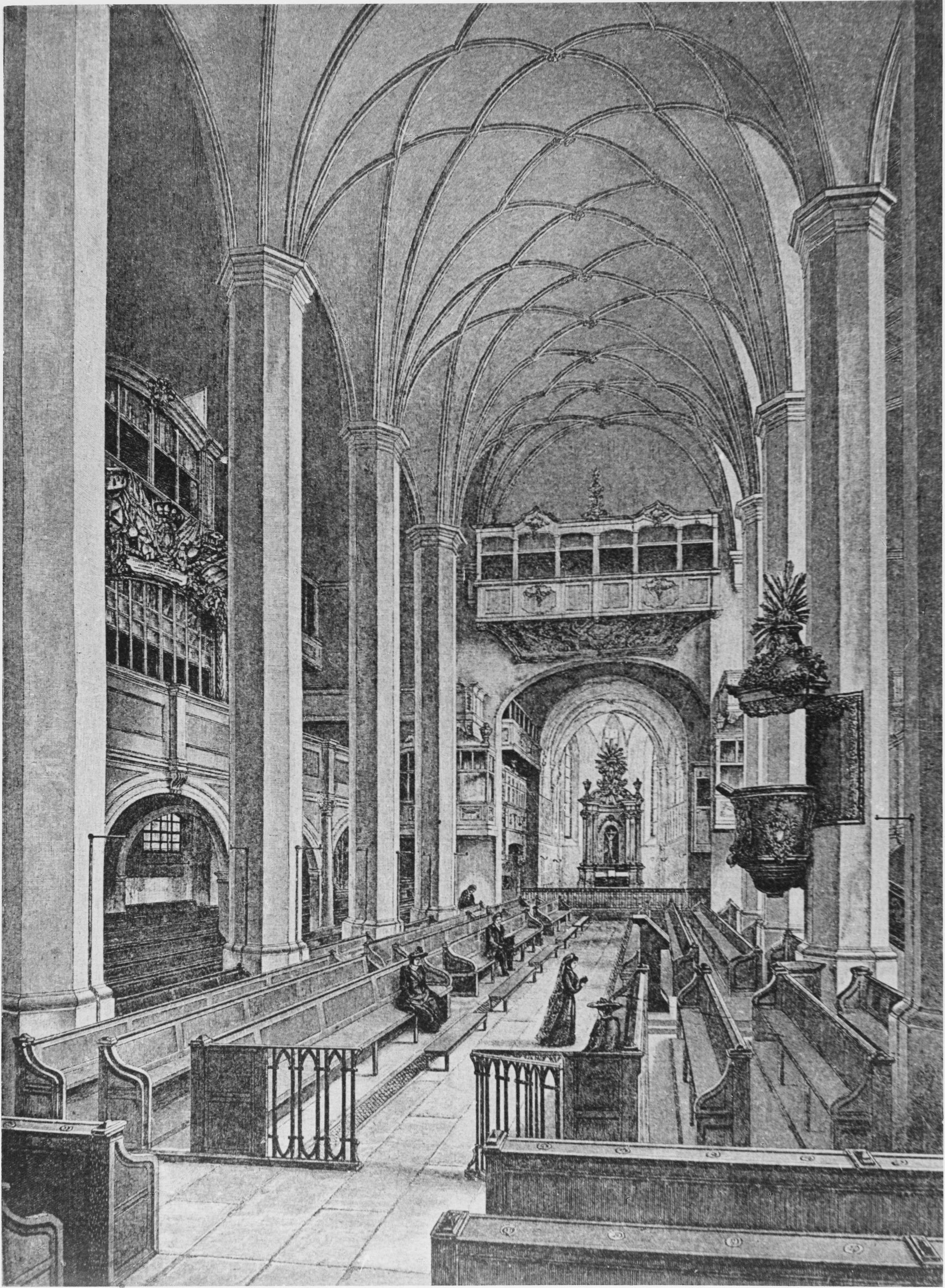
Alte Kanzel, diverse Emporen und deutlich niedrigerer Triumphbogen (1881)

1570/71 entstanden die jetzigen, das Kirchenschiff von drei Seiten umschließenden Emporen mit Brüstungen aus Rochlitzer Porphyr unter der Leitung von Hieronymus Lotter. Auf die Westempore wurden 1632 zwei weitere, die Hauptorgel flankierende Holzemporen mit Platz für jeweils zehn Musiker (Stadtpfeifer auf der nordseitigen und Kunstgeiger auf der südseitigen Musikerempore) aufgesetzt. Dazwischen, vor der Orgel, fanden die Sänger des Thomanerchores Platz. Auch auf der Nordempore entstanden im 17. und 18. Jahrhundert diverse hölzerne Aufbauten: Familienkapellen, ein Fürstenstuhl von 1684 und eine weitere Holzempore. Insgesamt bot die Thomaskirche dadurch zur Bach-Zeit 2000 Plätze. Die zahlreichen Holzaufbauten beeinträchtigen den Lichteinfall durch die Nordfenster erheblich; viele davon wurden bei der neogotischen Umgestaltung der Kirche in den 1880er Jahren wieder entfernt und der Fürstenstuhl dem Stadtgeschichtlichen Museum übergeben.

### Kanzel
Diese entstand 1885 im Zuge der neugotischen Umgestaltung an einem gegenüber ihrer Vorgängerin um ein Joch nach Osten versetzten Platz. In ihrer Kalksteinbrüstung sind Abbildungen der vier Evangelisten eingemeißelt. Der hölzerne Schalldeckel wurde 1961 während der regotisierenden Renovation abgebaut und im Jahr 2000 wieder aufgesetzt.

### Taufstein
Der Taufstein wurde in den Jahren 1614/1615 von Franz Döteber geschaffen. Er ist aus Marmor und Alabaster gefertigt. An ihm sind biblische Szenen dargestellt. 2009 wurde er restauriert. Nach anderen Angaben entstand er schon 1555. Sein Deckel wurde im Zweiten Weltkrieg zerstört.

### Epitaphe
In der Kirche befinden sich zahlreiche Grabplatten und Epitaphe, darunter die spätgotischen Grabplatten des Nickel Pflugk († 1482) und des Ritters Hermann von Harras aus Lichtenwalde († 1451), die unter der Südempore links vom Seiteneingang angebracht ist. Im nördlichen Vierungsraum hängt das Epitaph für den Ratsherrn Daniel Leicher von 1612.

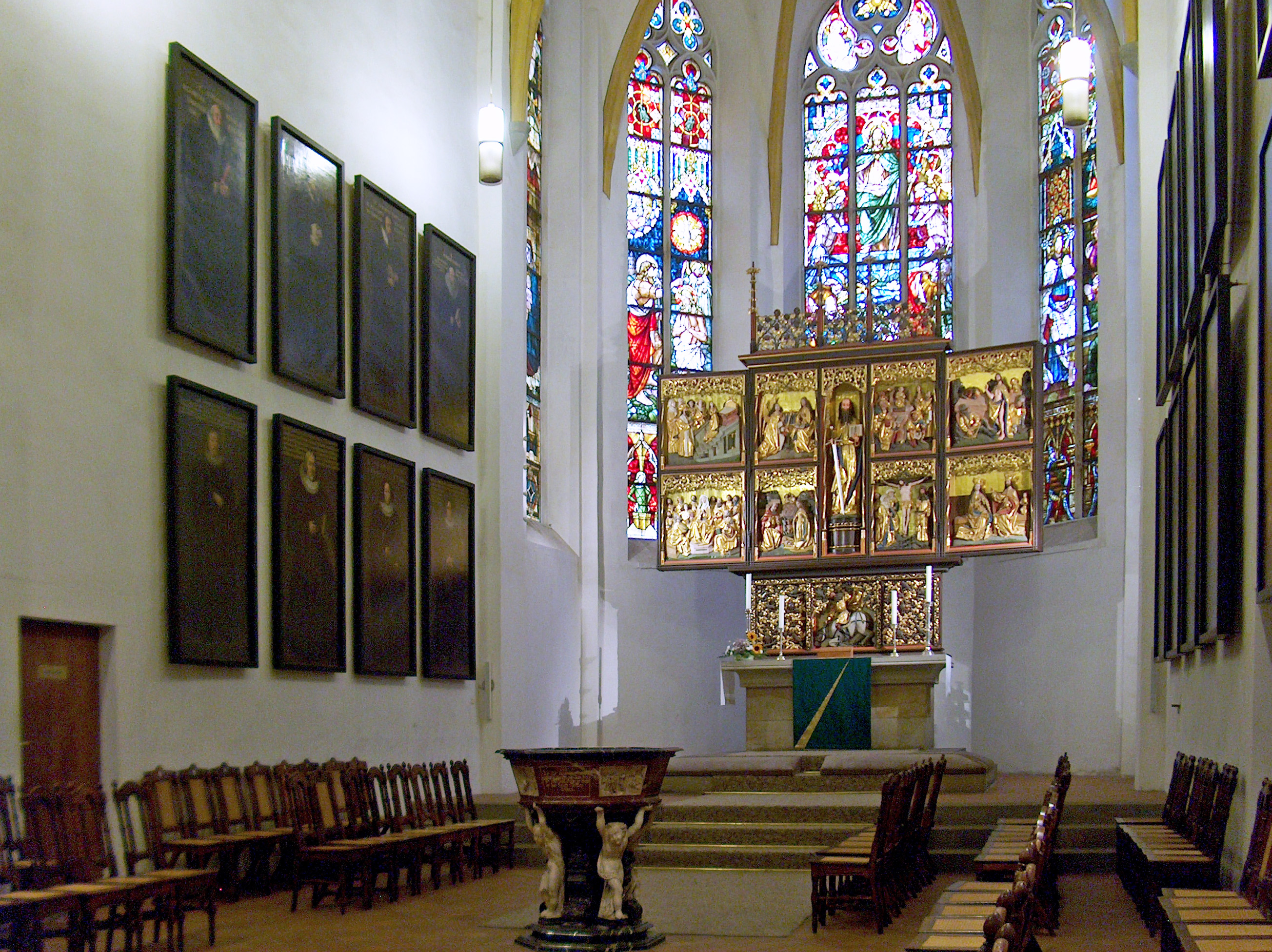
Taufstein, Pauliner-Altar und Gemälde von Superintendenten
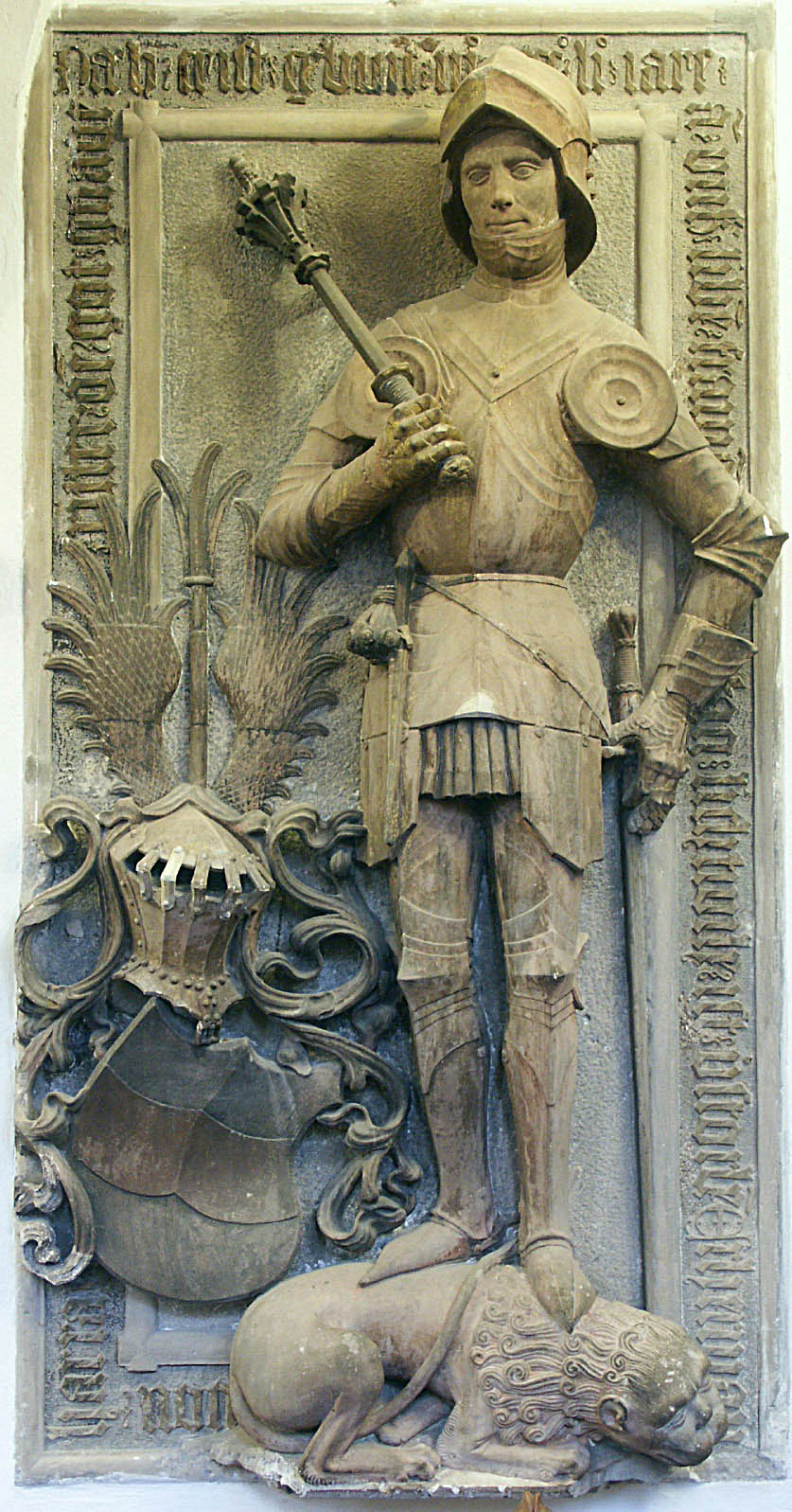
Grabplatte des Ritters Hermann von Harras
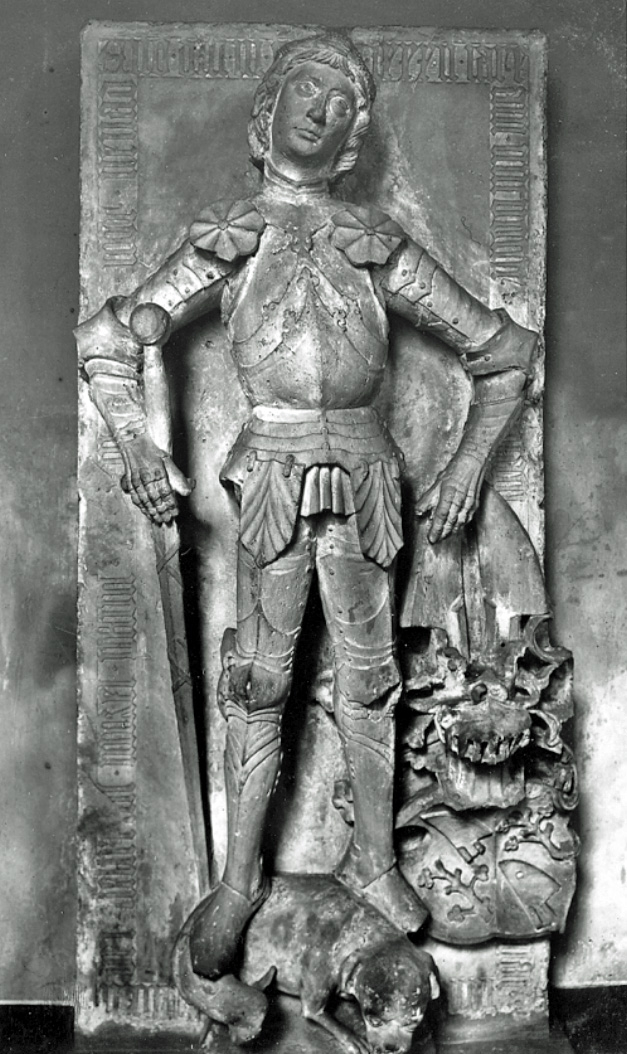
Grabplatte des Nickel Pflugk
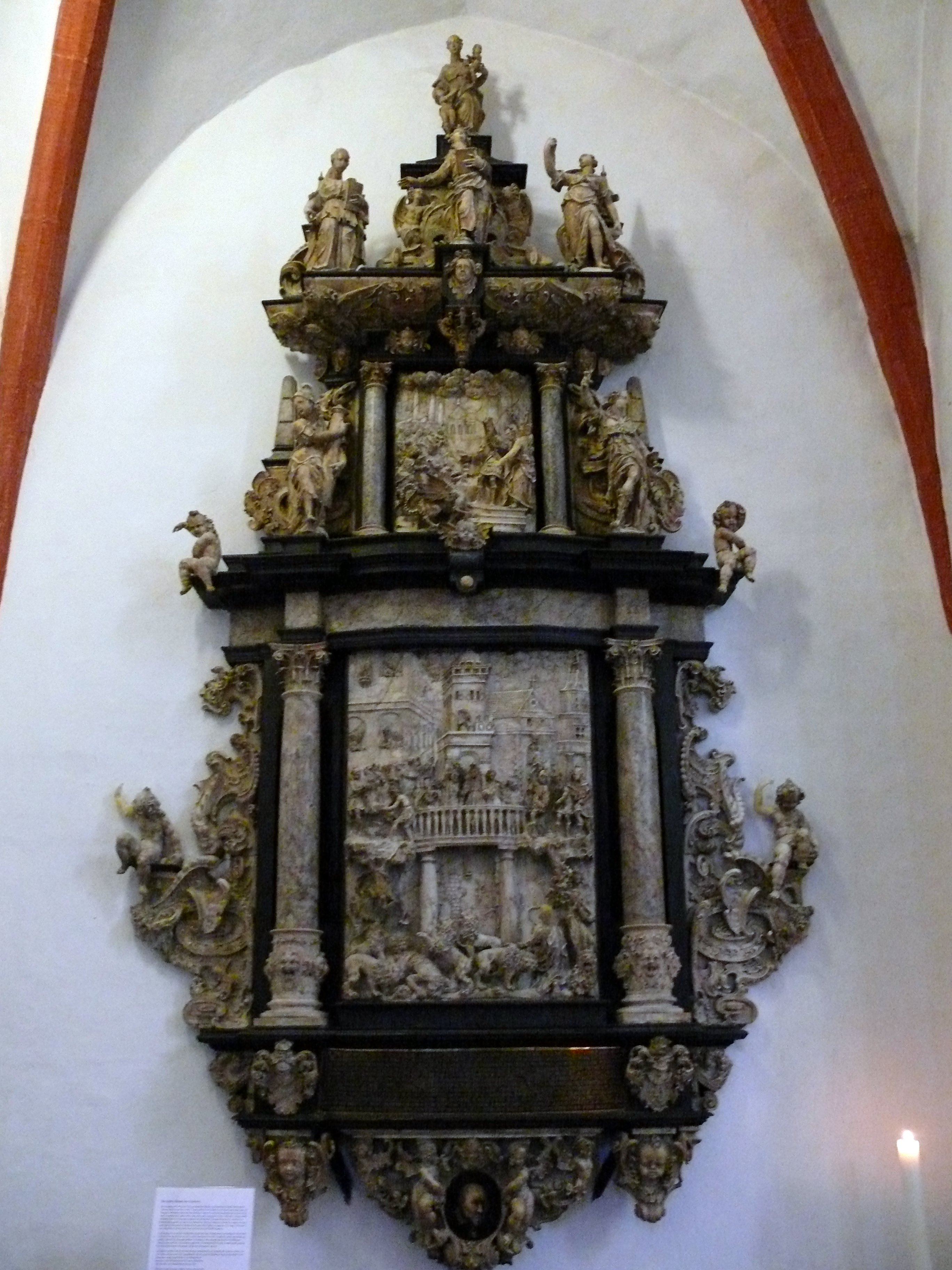
Epitaph Daniel Leichers
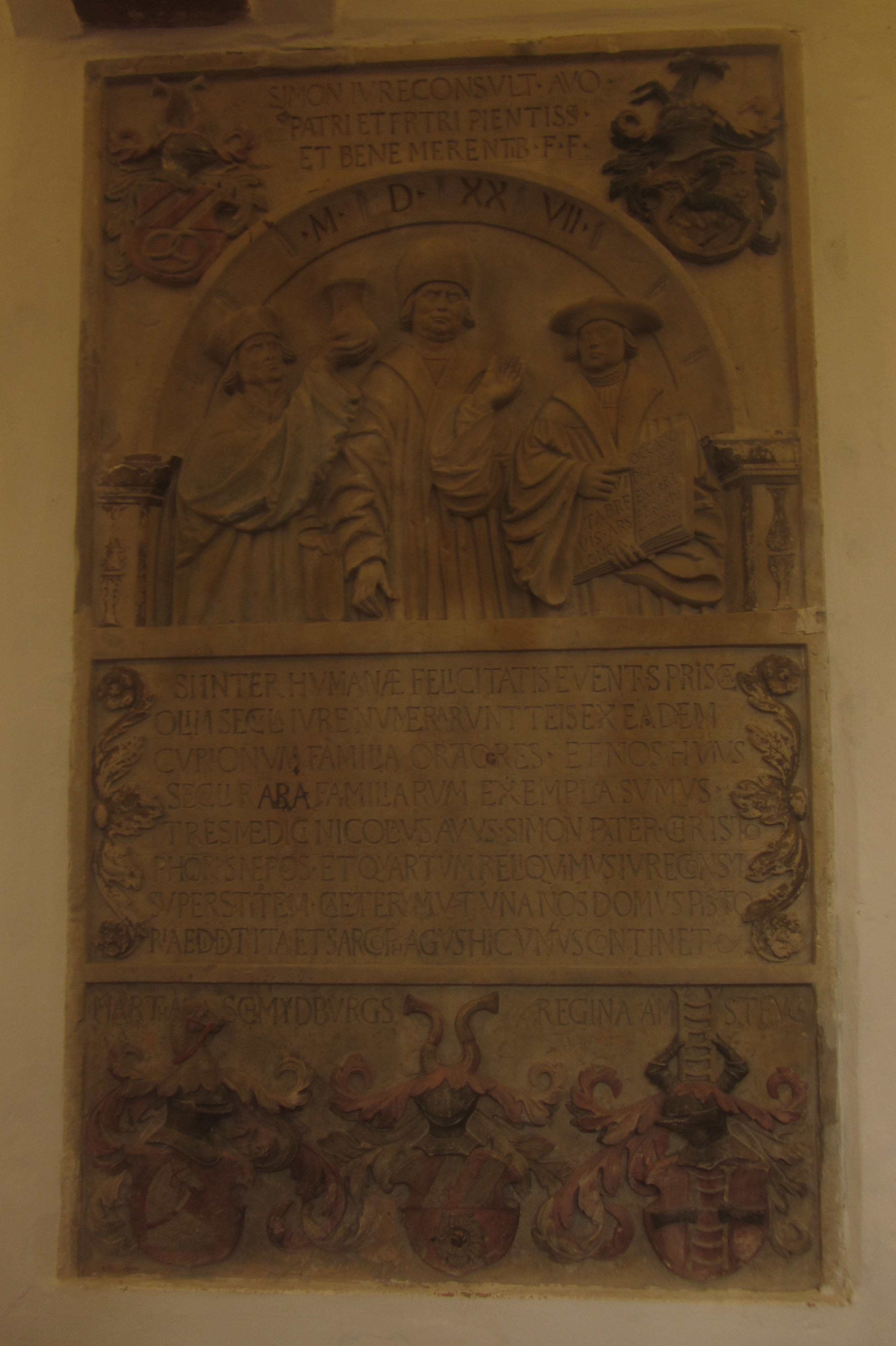
Epitaph der Familie Pistoris
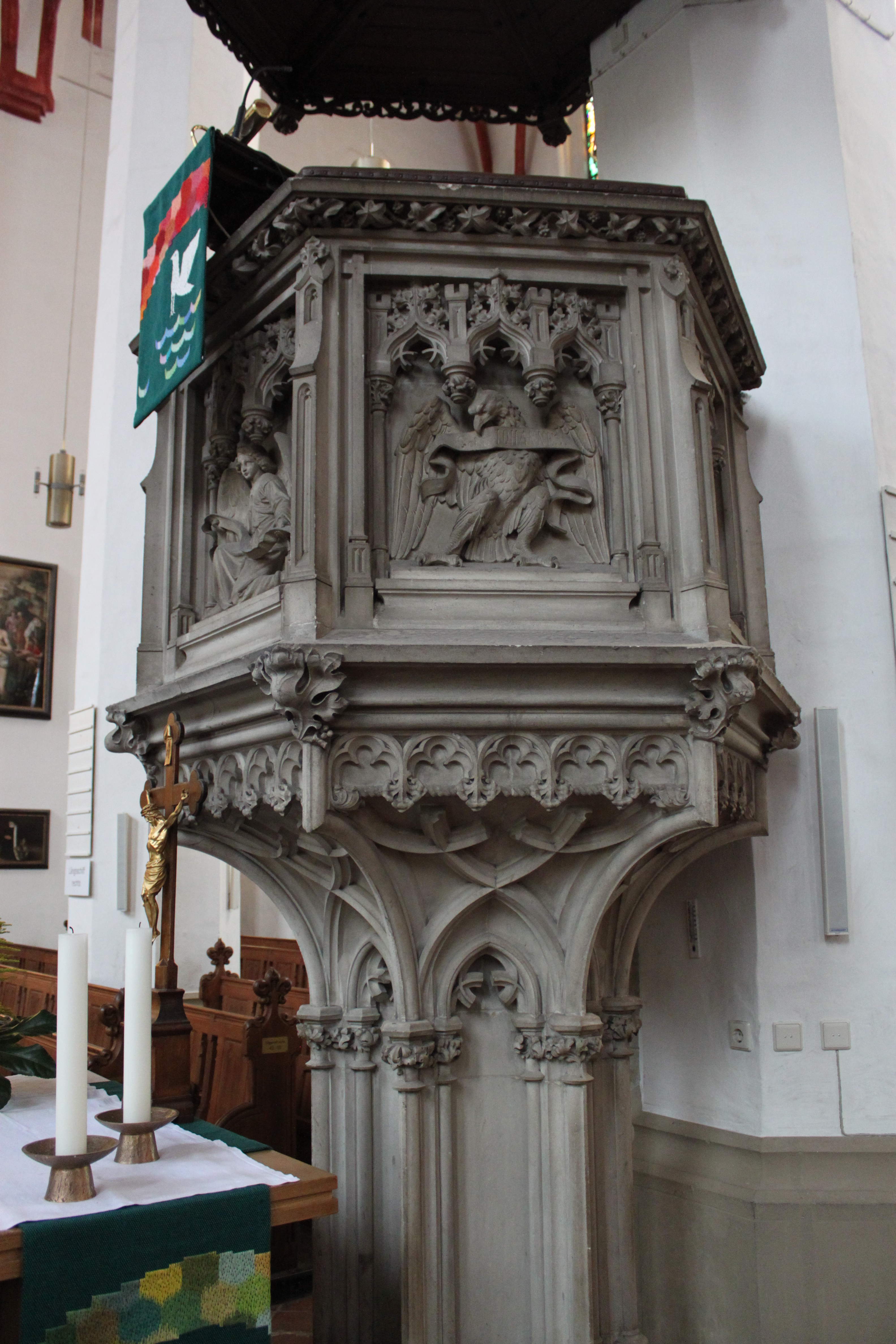
Kanzel

### Kruzifixe

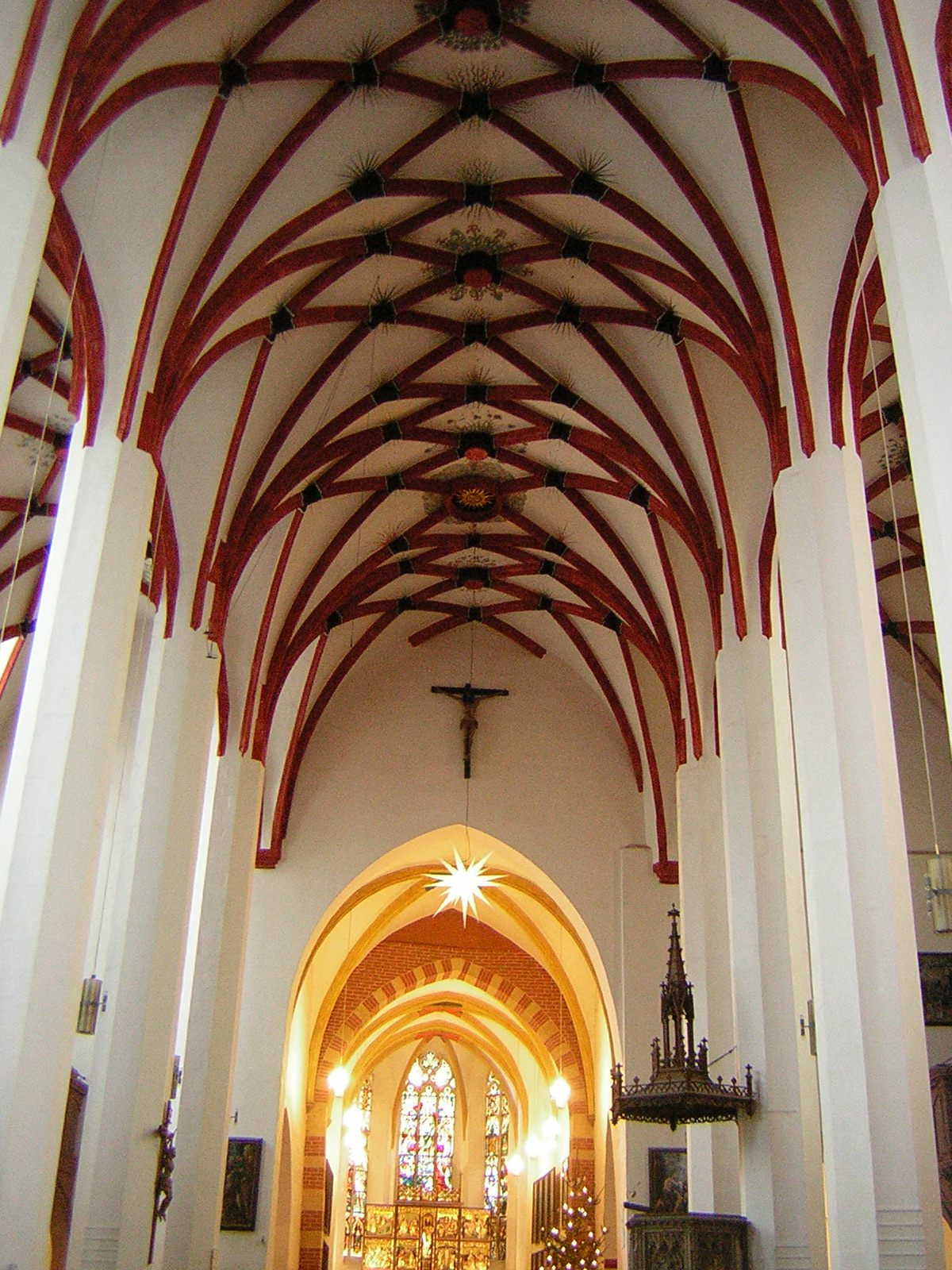
Kruzifixe über dem Triumphbogen und gegenüber der Kanzel

Beim Kruzifix im Triumphbogen aus der 1. Hälfte des 16. Jahrhunderts wurden Echthaar und eine Dornenkrone aus echtem Christusdorn verwendet. Es stammt aus der Schlosskirche Altenburg und hängt seit 1968 in St. Thomas. Das Kruzifix gegenüber der Kanzel ist ein Werk von Caspar Friedrich Löbert aus der Bachzeit.

### Grabstätte von J. S. Bach

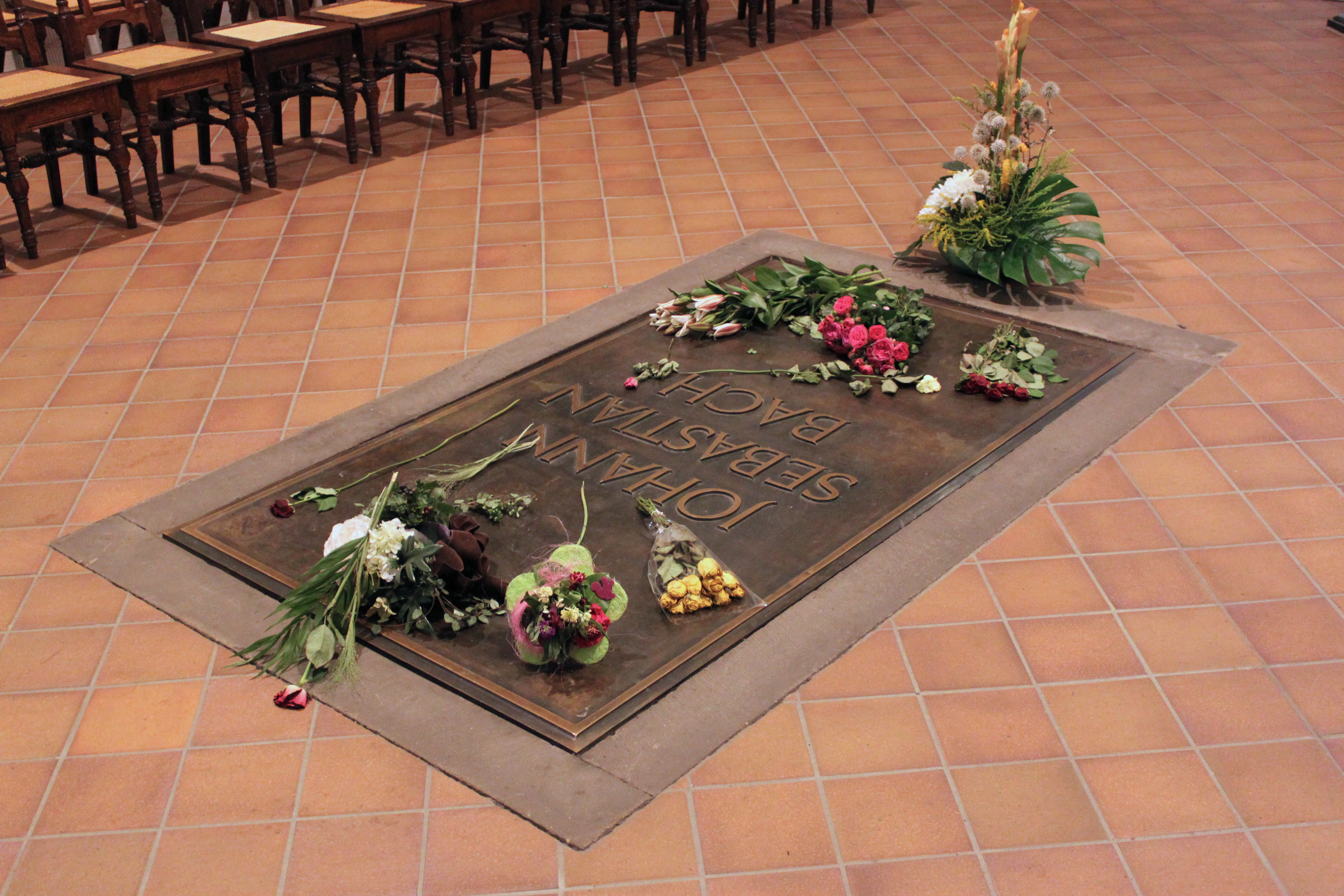
Das Bach-Grab in der Thomaskirche

In der Thomaskirche befinden sich seit 1949 die mutmaßlichen Gebeine von Johann Sebastian Bach. Von einigen modernen Musikwissenschaftlern wird deren Identität in Zweifel gezogen und ein DNA-Vergleich mit den zweifelsfrei erhaltenen Knochen seines Sohns Carl Philipp Emanuel gefordert; ein solcher ist bislang nicht erfolgt.
Nach seinem Tod am 28. Juli 1750 wurde J. S. Bach auf dem Spitalfriedhof der Johanniskirche bestattet. Im Zug der im 19. Jahrhundert einsetzenden Bach-Renaissance begann sich eine breite Öffentlichkeit, unter anderem 1836 Robert Schumann, für die Gebeine und den genauen Ort der Grabstätte Bachs zu interessieren. Daher beauftragte man 1894 den Anatomieprofessor Wilhelm His, aus beim Abbruch der Südwand des Kirchenschiffs der Johanniskirche exhumierten Knochen die Gebeine Bachs zu identifizieren. His kam dabei zu dem Urteil, dass „die Annahme, daß die am 22. October 1894 an der Johannis-Kirche in einem eichenen Sarge aufgefundenen Gebeine eines älteren Mannes die Gebeine von Johann Sebastian Bach seien“, in hohem Maße wahrscheinlich sei. Im Zuge dieser Exhumierung nahm man Abdrücke vom mutmaßlichen Bach-Schädel. Am 16. Juli 1900 wurden die Gebeine in einem Kalksandsteinsarkophag in einer Gruft unter dem Altar der Johanniskirche wiederum beigesetzt.
In Folge der Bombardierung Leipzigs am 4. Dezember 1943 brannte die Johanniskirche aus. Der Sarkophag mit den mutmaßlichen Gebeinen Bachs blieb unversehrt und wurde im Zuge der am 19. Februar 1949 vorgenommenen Sprengung des Kirchenschiffs geborgen. Nach Diskussionen über Ort und Gestaltung einer neuen Grabstätte und Protesten von Thomaskantor Günther Ramin und der Bach-Gesellschaft gegen die Pläne der sozialistischen Kulturfunktionäre entschloss man sich 1949, Bach „im Chorraum der Thomaskirche beizusetzen, wo sich die räumlich größte Höhe der Kirche mit ihrem heiligsten Raum schneidet“.
Am 28. Juli 1949 wurden die Gebeine in die Thomaskirche überführt.
Eine andere Quelle gibt an, dass die unter Schutt begrabene Gruft erst im Herbst 1949 beim Abbruch des ausgebrannten Johannis-Kirchenschiffs freigelegt wurde. Der Sarg Bachs und der des neben ihm bestatteten Christian Fürchtegott Gellert wurden unversehrt gefunden. Ein aufmerksamer Bauarbeiter bewahrte die beiden Steinsärge vor der Entsorgung auf der Schuttdeponie und brachte die mutmaßlichen Gebeine Bachs zur Thomaskirche. Unmittelbar danach beendete der für Leipzig zuständige Kulturoffizier der sowjetischen Besatzungsmacht mit seiner Anweisung, dass diese Gebeine in St. Thomas bleiben, die vorangegangenen, langwierigen Dispute zwischen dem Rat der Stadt, Johannis- und Thomasgemeinde über den Ort einer künftigen Bach-Grabstätte. Bis zur Überführung von Bachs Sarg im Frühjahr 1950 anlässlich des 200. Todestages in den Chor der Thomaskirche wurde dieser in der Nordsakristei aufbewahrt und Tag und Nacht bewacht; zuerst von der Volkspolizei und danach von Gemeindemitgliedern. Der Kulturoffizier finanzierte die – damals sehr schwer erhältliche – Bronze für die Grabplatte aus seinem Kontingent. Die neue, nach einem Entwurf des Leipziger Architekten Kunz Nierade in den Stufen zum Chorraum gelegene Grabstätte wurde am 28. Juli 1950, dem 200. Todestag Bachs eingeweiht. Im Zug der von 1961 bis 1964 dauernden Innenrenovierung der Thomaskirche wurde die Grabstätte 1961 unter Verwendung der Bronzeplatte von 1950 in den Chorraum verlegt.

### Kirchenfenster
Die Thomaskirche hatte ursprünglich eine einfache Ornamentverglasung. Erst nach 1889 wurden im Chorraum und an der Südseite farbige Fenster eingesetzt. Bereits zu dieser Zeit war auch ein Felix Mendelssohn Bartholdy gewidmetes Fenster im Gespräch. Seine Realisierung scheiterte damals an antisemitischen Vorbehalten; es wurde erst 1997 geschaffen. Die fünf Chorfenster schuf Alexander Linnemann aus Frankfurt am Main.
Das einzige im Zweiten Weltkrieg zerstörte Chorraumfenster wurde im Jahr 2000 durch das Thomas-Fenster nach einem Entwurf von Hans Gottfried von Stockhausen ersetzt.
Die Fenster auf der Südseite zeigen die folgenden Motive: Gedächtnis-Fenster für die Gefallenen des Ersten Weltkrieges; König Gustav II. Adolf von Schweden; Johann Sebastian Bach; Martin Luther mit Kurfürst Friedrich dem Weisen von Sachsen (links) und Philipp Melanchthon (rechts); Felix Mendelssohn Bartholdy (seit 1997); Kaiser Wilhelm I. Im Oktober 2009 wurde diese Reihe ergänzt durch das Friedens-Fenster im Entwurf von David Schnell, das an 20 Jahre friedliche Revolution erinnert.
In der Silvesternacht 2019/2020 warf ein – inzwischen gefasster – Täter mehrere Fenster der Kirche, darunter das Rosettenfenster über dem Westportal, sowie einige weitere wertvolle vom Ende des 19. Jahrhunderts, mit Pflastersteinen ein.

Mosaikfenster auf der Südseite der Thomaskirche in Leipzig
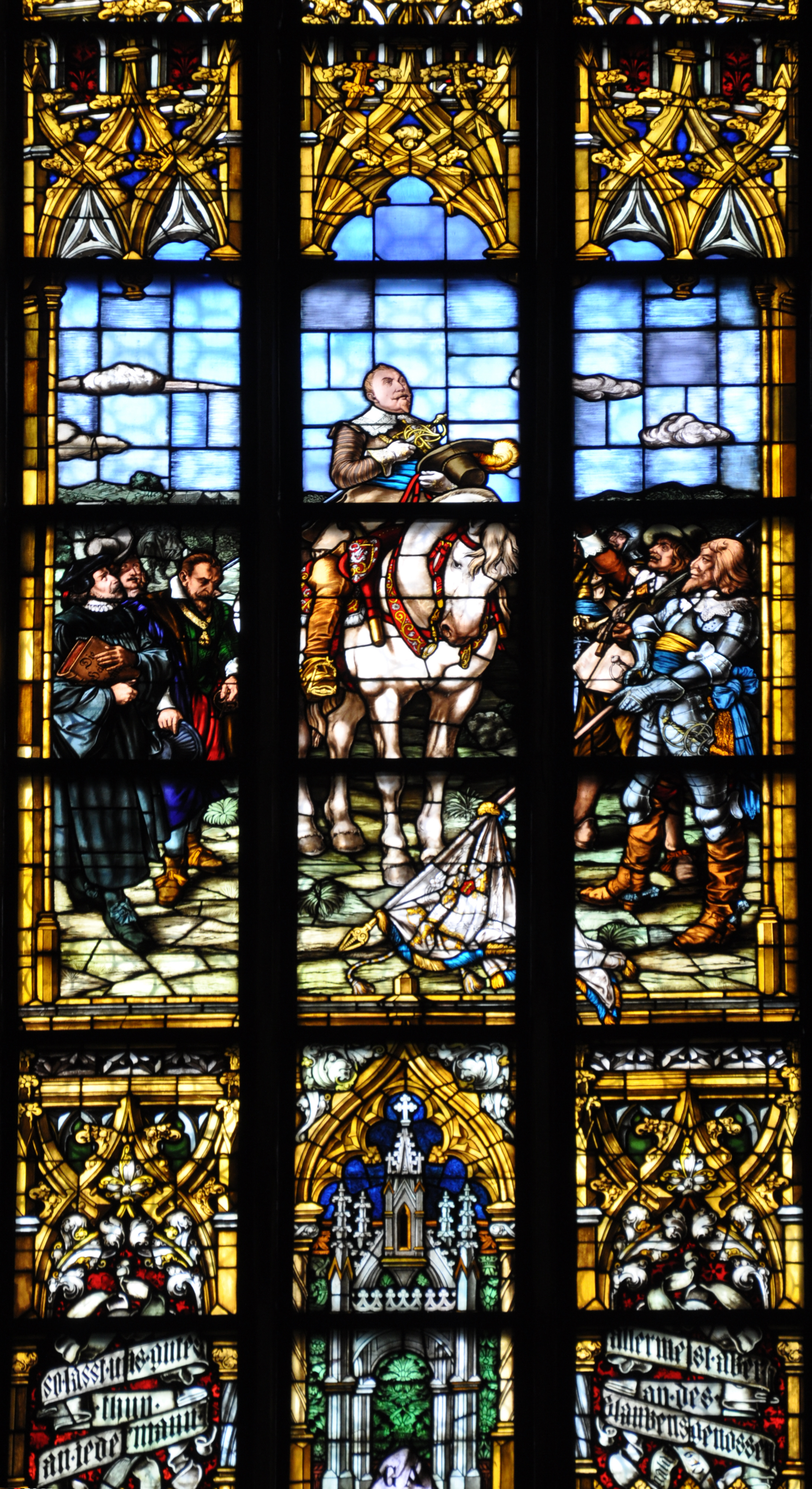
Gustav Adolf
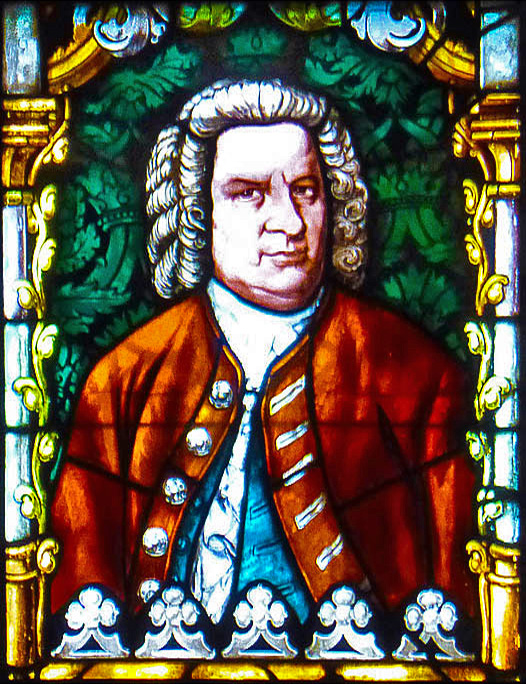
Johann Sebastian Bach
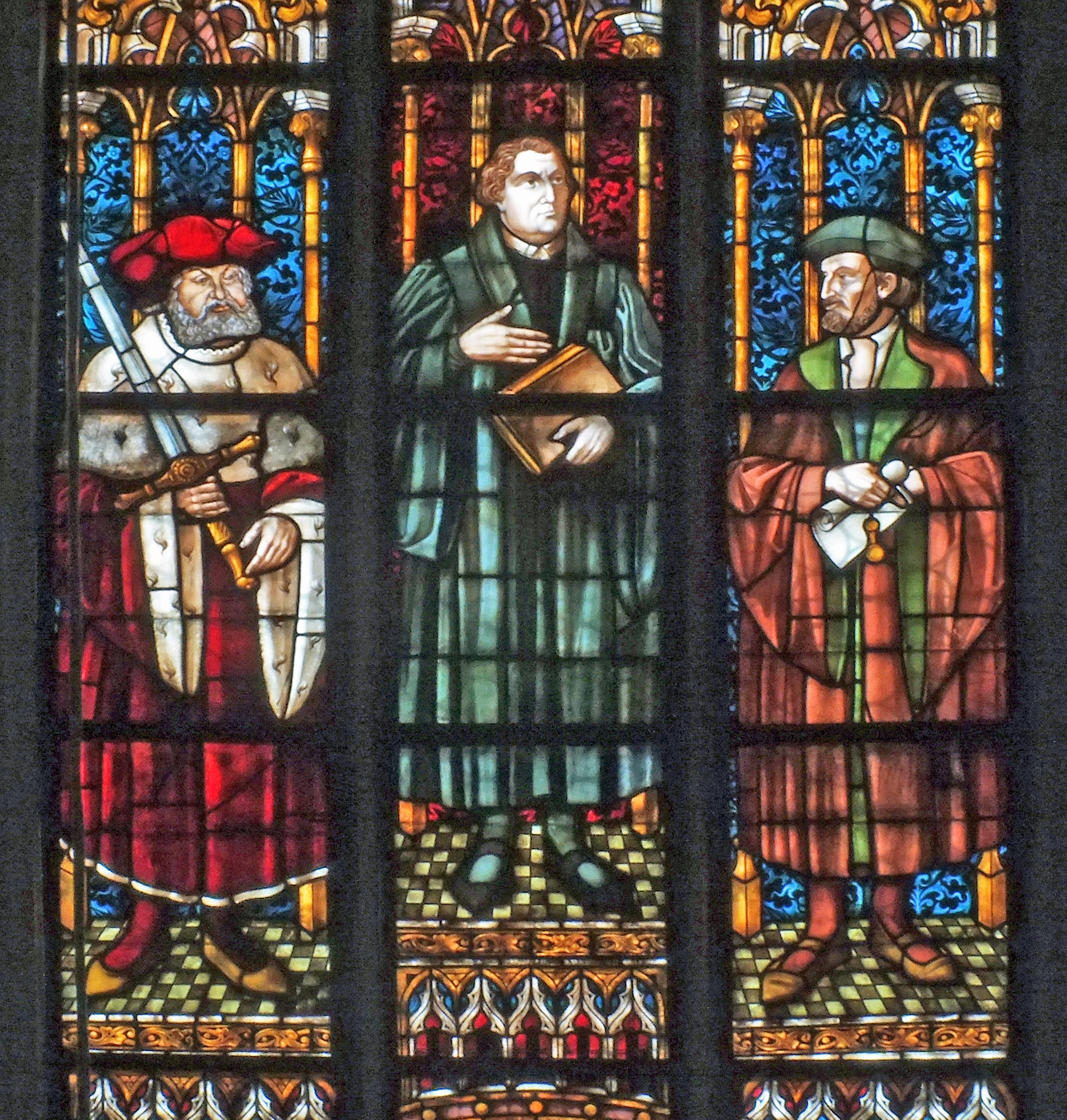
Friedrich der Weise, Martin Luther und Philipp Melanchthon

## Orgeln
Die Geschichte der Orgeln der Thomaskirche lässt sich bis ins 14. Jahrhundert zurückverfolgen. Bereits im 15. Jahrhundert verfügte die Thomaskirche über zwei Orgeln. Seit 1889 steht auf der Westempore eine Orgel mit drei Manualen und Pedal von Wilhelm Sauer im romantischen Stil. Sie wurde 1908 auf 88 Register erweitert und ist damit die drittgrößte Orgel in Sachsen. Das viermanualige Instrument mit 61 Registern von Gerald Woehl aus dem Jahr 2000 auf der Seitenempore orientiert sich am mitteldeutschen Orgelbau des 18. Jahrhunderts und ist auf die Darstellung der Orgelwerke von Johann Sebastian Bach ausgerichtet.

## Glocken

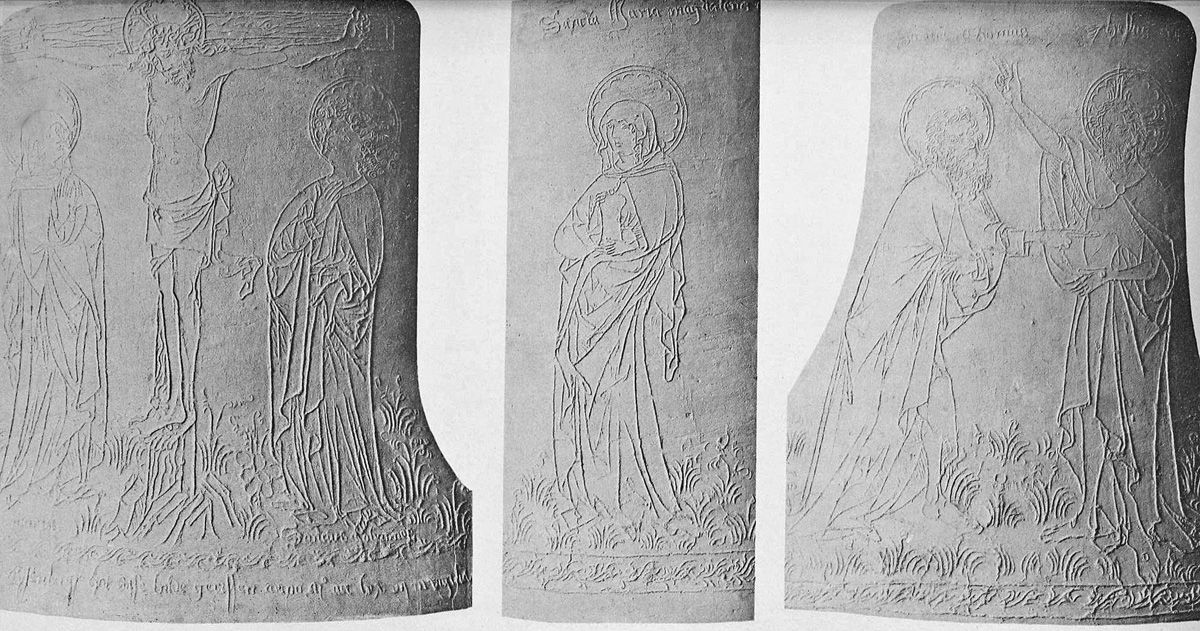
Ritzzeichnungen (Gipsabdruck) auf der Gloriosa zeigen Kreuzigung Jesu, Maria Magdalena mit Salbgefäß und den Ungläubigen Thomas.

In den beiden Glockenstuben des Turmes hängen acht Glocken mit einem Gesamtgewicht von 10,8 Tonnen. Die größte und wertvollste Glocke ist die 1477 entstandene Gloriosa; sie wird nur an hohen Festtagen geläutet. Die 74 cm hohen Ritzzeichnungen, die das Äußere der Glocke zieren, schuf Nikolaus Eisenberg. Die durch die Luftverschmutzung in den DDR-Ballungsgebieten verursachte Korrosion zog die Ritzzeichnungen sehr in Mitleidenschaft. Die zweite Glocke wurde 1574 von Wolf Hilliger, und die sogenannte Mönchs- oder Beichtglocke 1634 von Jakob König (Erfurt) gegossen. Die beiden großen Glocken hängen in einem Holzglockenstuhl in der unteren Glockenstube. Die kleinste Glocke des historischen Bestands ist ein Werk des Meisters Christophorus Gros aus dem Jahre 1585. Separat in der Turmlaterne hängt eine Schlagglocke (d1) für die Angabe der Stunden. Sie wurde nach dem Vorbild ihrer Vorgängerin von 1539 in der Glockengießerei Schilling in Apolda gegossen.
Ab 1917, als die Osanna (g0) der Nikolaikirche für Kriegszwecke eingeschmolzen wurde, war die Gloriosa für über 100 Jahre die tontiefste Glocke der Stadt. Seit 2019 erklingt eine neue Osanna, ebenfalls mit dem Schlagton g0, vom Nikolaikirchturm. Das in jenem Jahr erheblich vergrößerte Nikolaigeläut ist so konzipiert, dass es mit den vier historischen Glocken der Thomaskirche harmoniert.
Im März 2017 berichtete die Leipziger Volkszeitung vom dringend erforderlichen Vorhaben, die historischen Glocken und ihre Glockenstühle umfassend zu restaurieren. Zudem war die Singfreudigkeit des Geläuts durch die Aufhängung an gekröpften Stahljochen stark beeinträchtigt. Ende Mai 2020 war der erste Bauabschnitt beendet. Die beiden großen Glocken erhielten neue, gerade Holzjoche, wurden gereinigt und mit neuen Klöppeln und neuen Läuteantrieben ausgestattet.
2020/21 entstanden in der Glockengießerei Bachert vier neue Glocken, für deren Inschriften Texte aus den Motetten von Johann Sebastian Bach ausgesucht worden sind. Diese Geläuteergänzung folgt musikalisch-liturgischen sowie denkmalpflegerischen Erwägungen: Die klanglichen Möglichkeiten und die liturgische Differenzierbarkeit werden erweitert, die wertvollen alten Glocken entlastet. Der Stahlglockenstuhl in der oberen Glockenstube wurde durch einen hölzernen ersetzt. Er trägt nun die Glocken von 1585 und 1634 und die vier neuen Klangkörper. Am Reformationstag 2021 wurde das neugestaltete Geläut in Dienst genommen.
Tabellarische Übersicht über die Glockendaten:
| Glocke | Name                         | Gussjahr | Gießer                  | Durchmesser | Gewicht | Schlagton (16tel) |
| 1      | Gloriosa                     | 1477     | Theodericus Reinhard    | 2040 mm     | 5200 kg | A°−3              |
| 2      | Hilliger- oder Mittel-Glocke | 1574     | Wolf Hilliger           | 1725 mm     | 3100 kg | c′−5              |
| 3      | Mönchs- oder Beichtglocke    | 1634     | Jakob König (Erfurt)    | 1342 mm     | 1350 kg | d′−7              |
| 4      | Neue Gebetsglocke            | 2020     | Gießerei Albert Bachert |             | 406 kg  | c″                |
| 5      | Sakramentsglocke             | 2021     | Gießerei Albert Bachert |             | 234 kg  | e″                |
| 6      | Alte Gebetsglocke            | 1585     | Christophorus Gros      | 665 mm      | 211 kg  | f″−6              |
| 7      | Motettenglocke               | 2021     | Gießerei Albert Bachert |             | 166 kg  | g″                |
| 8      | Kasualglocke                 | 2021     | Gießerei Albert Bachert |             | 144 kg  | a″                |

Daten der neuen Glocken:.

## Außenbereich
Vor dem Seiteneingang der Thomaskirche steht ein Denkmal für Johann Sebastian Bach des Bildhauers Carl Seffner aus dem Jahr 1908. Ein älteres Bach-Denkmal, das mit Unterstützung Felix Mendelssohn Bartholdys 1843 geschaffen wurde, befindet sich in den Grünanlagen vor dem Haupteingang, ebenso ein Denkmal für Mendelssohn. An der Nordwestecke der Kirche ist eine Gedenktafel für Johann Adam Hiller angebracht, die aus einem früheren Denkmal stammt.

## Personen

### Geistliche (1. Pfarrerstelle)
- 1546: Georg Mohr
- 1549: Erasmus Scherer
- 1553: George Hala
- 1557: Justus Menius
- 1559: Heinrich Salmuth
- 1565: Heinrich Salmuth
- 1589: Christoph Gundermann
- 1592: Georg Weinrich
- 1617: Polycarp Leyser
- 1633: Johann Höpner
- 1633: Christian Lange
- 1657: Johann Hülsemann
- 1657: Abraham Teller
- 1659: Martin Geyer
- 1667: Johann Ulrich Mayer
- 1679: Johann Benedikt Carpzov
- 1699: Gottlob Friedrich Seeligmann
- 1708: Immanuel Horn
- 1714: Christian Weiß d. Ä.
- 1737: Friedrich Wilhelm Schütz
- 1739: Urban Gottfried Sieber
- 1741: Gottlieb Gaudlitz
- 1745: Romanus Teller
- 1750: Johann Christian Stemler
- 1870: August Julius Oskar Günther
- 1883: Johannes Theodor Oskar Pank
- 1925: Heinrich Oskar Gerhard Hilbert
- 1936: Heinrich Eduard Schumann
- 1953: Herbert Alfred Stiehl
- 1954: Richard Hans Krauspe
- 1958: Johannes Hempel
- 1962: Helmut Tschoerner
- 1964: Ulrich Küh
- 1964: Christoph Wetzel
- 1969: Michael Meckert
- 1985: Christoph Wartenberg[35]

## Ort der Musik
In der Thomaskirche treten regelmäßig der Thomanerchor und das Gewandhausorchester auf: Freitags um 18:00 Uhr, samstags um 15:00 Uhr in der Motette und sonntags im Gottesdienst um 9:30 Uhr. Zu besonderen Anlässen und Festtagen werden Thomaskonzerte vorwiegend mit Werken von Johann Sebastian Bach und Felix Mendelssohn Bartholdy ausgeführt.
In der Kirche wurden viele Werke Johann Sebastian Bachs uraufgeführt. Nachdem Bachs Werke in Leipzig weitgehend in Vergessenheit geraten waren, begann Mendelssohn damit, sie wieder aufzuführen, und begründete damit die Tradition der Leipziger Bachpflege.
Auch einige Werke anderer Komponisten wurden hier uraufgeführt, beispielsweise die Sinfoniekantate Lobgesang von Felix Mendelssohn Bartholdy.

## Förderverein

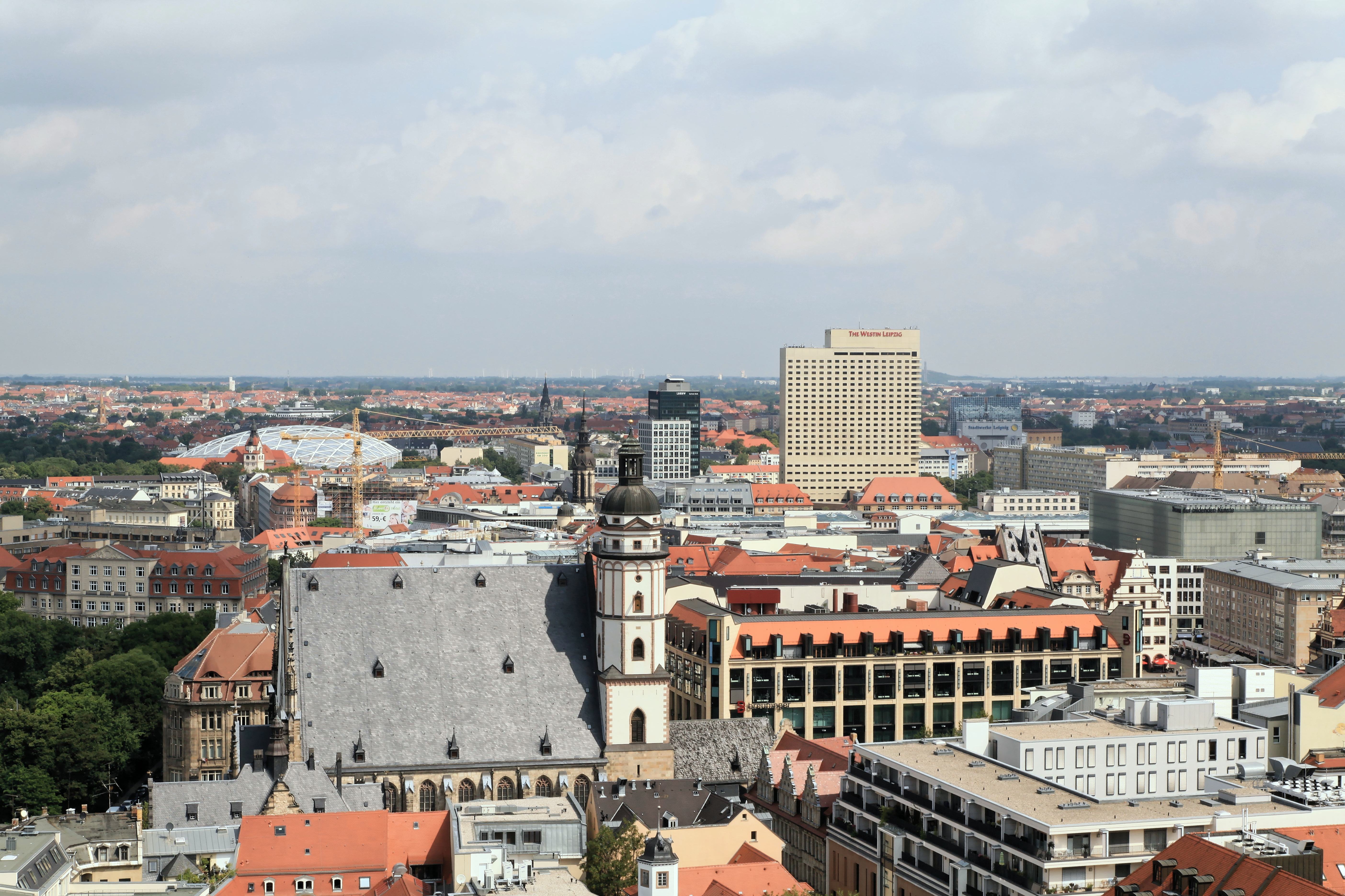
Blick vom Turm des Neuen Rathauses auf die Thomaskirche

Der Thomaskirche – Bach e. V. wurde 1997 auf Initiative von Sup. Johannes Richter gegründet. Seitdem hat er die Ev.-Luth. Kirchgemeinde St. Thomas mit 5,5 Millionen Euro unterstützt. Der Förderverein zählt mittlerweile über 300 Mitglieder weltweit.
Die Ziele des Vereins sind die Förderung der Erhaltung der Thomaskirche, des Thomashauses (Nachfolgegebäude der alten Thomasschule) und die Pflege der Kirchenmusik, insbesondere des Werkes Johann Sebastian Bachs. Dem Engagement des Fördervereins ist es u. a. zu verdanken, dass die Thomaskirche Leipzig anlässlich des 250. Todestages von Johann Sebastian Bach vollständig restauriert werden konnte. Mit den Spenden, die der Verein akquiriert, hilft er, die Thomaskirche als Ort des Glaubens, des Geistes und der Musik zu erhalten und verschiedene Projekte zu finanzieren. Dazu gehören die Sanierung der beiden Orgeln sowie die Rückführung des neugotischen Jesus-Altars an seinen ursprünglichen Platz im Altarraum der Thomaskirche. Im Oktober 2017 initiierte der Thomaskirche – Bach e. V. eine Spendenkampagne zur Restaurierung und Erweiterung des historischen Geläuts der Thomaskirche, die bis Ende 2019 Euro 350.000 einbringen sollte.
Weiterhin wurde der „Thomasshop“ bzw. die Thomaskirche-Bach-2000-Marketing-GmbH gegründet. Die Verkaufserlöse des „Thomasshops“ kommen der Thomaskirche zugute.

## Aktuelle Situation (2021/2022)
Nach den Plänen des Landeskirchenamts der Evangelisch-Lutherischen Landeskirche Sachsens sollen Leipzigs Kirchgemeinden St. Thomas mit (Stand jeweils Ende 2021) 4700 und St. Nikolai mit 2600 Mitgliedern ab 1. Januar 2022 zusammengeschlossen werden, wobei St. Thomas der Pfarramtssitz werden soll.
Im Juli 2021 wurden die Vorstände der Nikolai-Kirchgemeinde Leipzig und der Thomaskirche vom Landeskirchenamt per Bescheid informiert, zum 1. Januar 2022 eine Strukturverbindung einzugehen – also ein sogenanntes Schwesternkirchverhältnis oder mittelfristig eine Fusion beider, sich deutlich unterscheidender Kirchgemeinden.
Der Bescheid des Landeskirchenamts legt ohne Begründung die Kirchgemeinde St. Thomas als Sitz des Pfarramtes und als anstellende Gemeinde fest, der Nikolaigemeinde droht der Verlust ihrer Eigenständigkeit. De facto würde St. Nikolai die Filialkirche von St. Thomas werden. Beide Kirchgemeinden lehnen dieses Ansinnen ab und haben öffentlich Protest erhoben.
Das Schwesternkirchverhältnis bedeutet, dass es nur noch ein Pfarramt und eine Pfarramtsleitung gibt, auch wäre nur noch eine der beiden Gemeinden Anstellungsträger für die Pfarrer, Kantoren, Gemeindepädagogen und alle weiteren Mitarbeiter. Im Kirchenvorstand von St. Nikolai wird befürchtet, dass ihre Gemeinde damit ihren eigenständigen Charakter verlieren würde. Vom Kirchenvorstand von St. Thomas heißt es, dass man „angesichts der vielfältigen Aufgaben in beiden Gemeinden eine solche Strukturverbindung für völlig unangemessen“ halte.
Beide Kirchenvorstände haben jeweils Widerspruch gegen den Bescheid erhoben. 2018 hatte Leipzigs Kirchenbezirkssynode den Beschluss für einen Struktur- und Stellenplan mit zwei weiterhin eigenständige Gemeinden mit je eigenem Pfarramt gefasst, den jedoch ließ das Landeskirchenamt seitdem unbearbeitet.
Die Vorstände beider Kirchgemeinden haben rechtliche Schritte gegen den Bescheid des Landeskirchenamtes angekündigt: „Die Nikolaikirche und die Thomaskirche sind Markennamen. Durch ihre je eigenen Schwerpunkte haben St. Nikolai und St. Thomas eine breite Wirkungskraft. Diese durch eine unnötige Verkomplizierung der Verwaltungsarbeit durch die Strukturverbindung zu schmälern, kann weder im Interesse der Menschen vor Ort noch der Gesamtkirche sein. Beide Gemeinden würden darunter leiden. Voraussichtlich die Nikolaigemeinde würde mit ihren Schwerpunkten auf der Strecke bleiben.“
Eine Sprecherin der Evangelisch-Lutherischen Landeskirche Sachsens sagte dem Evangelischen Pressedienst, das Landeskirchenamt wolle an den Plänen festhalten. Auch drei Monate später, im Januar 2022, ist die Situation offenbar unverändert.

## Sonstiges
Eine Nachbildung des Bornschen Altars der Thomaskirche befand sich in der Stadtkirche Großröhrsdorf, bis diese am 4. August 2023 dem dortigen Kirchenbrand zum Opfer fiel.

## Tonträger
J. S. Bach: Weihnachtsoratorium BWV 248 mit Barbara Schlick, Christoph Pregardien und anderen, Thomanerchor, Gewandhausorchester Leipzig, Leitung: Georg Christoph Biller, Label: Philips, 1998